# Biserica de lemn din Buceava-Șoimuș

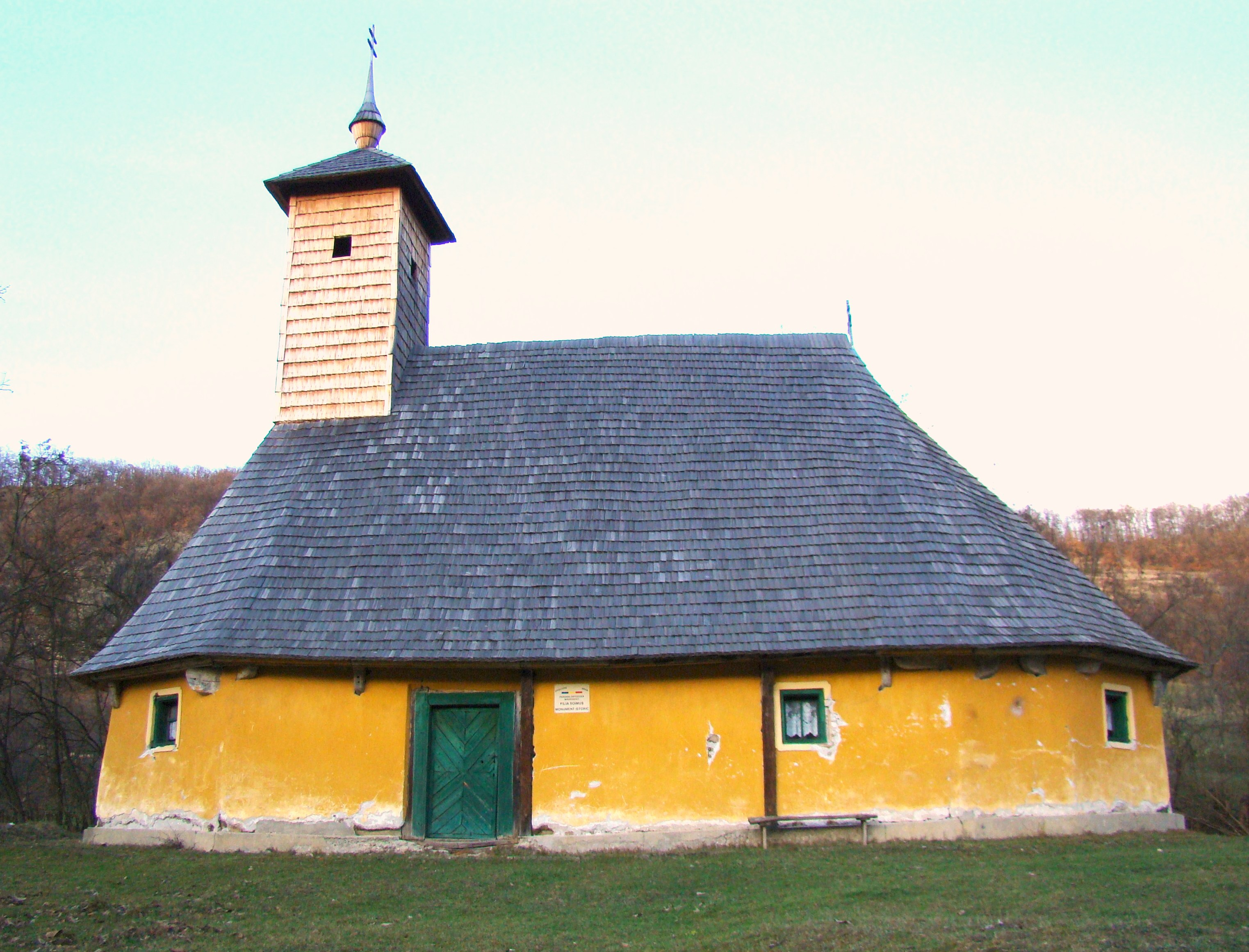
Biserica de lemn „Sfântul Mare Mucenic Dimitrie” din Buceava-Șoimuș, comuna Brazii, județul Arad, foto: noiembrie 2009.

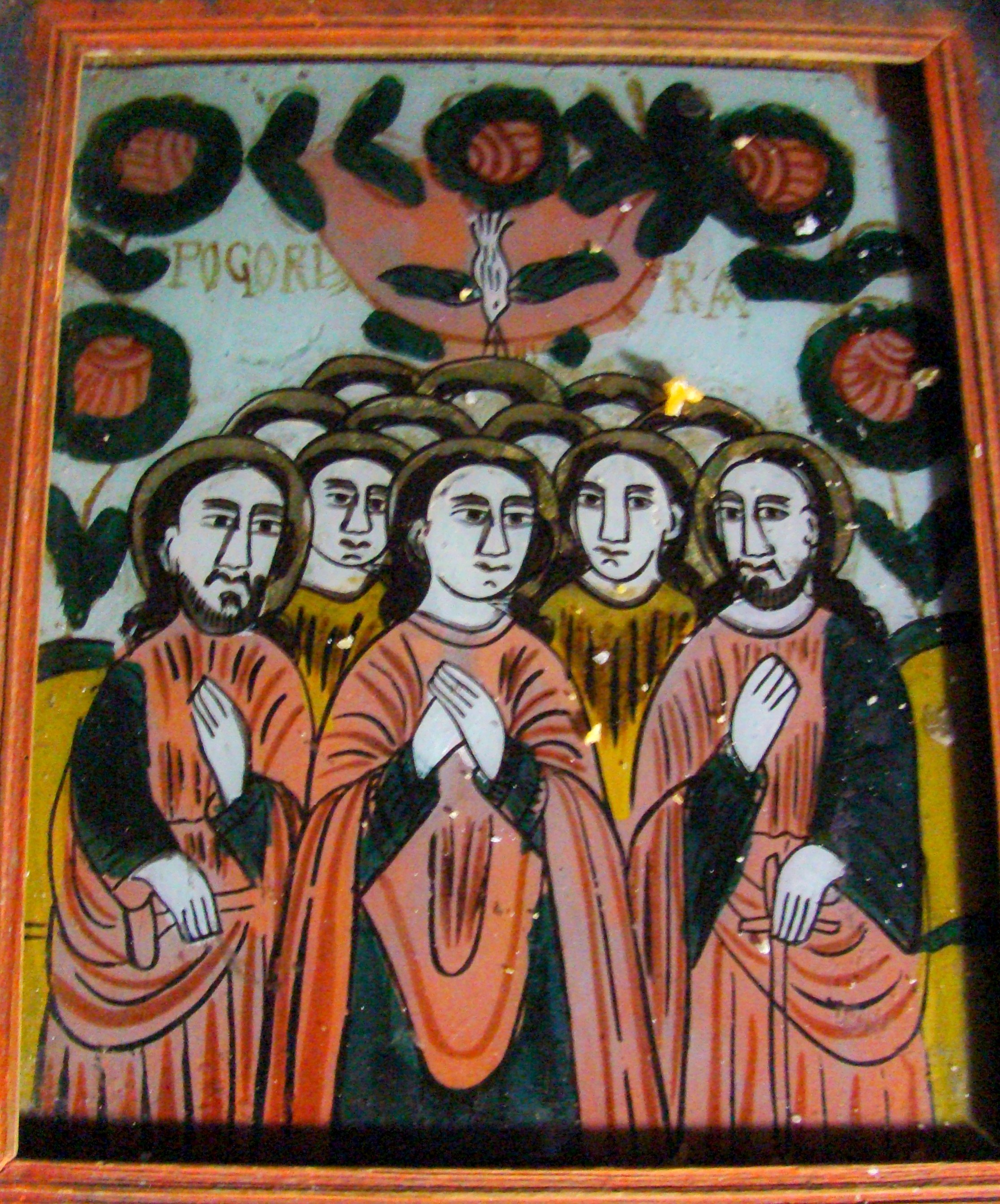
Icoană pe sticlă: Pogorârea Sfântului Duh

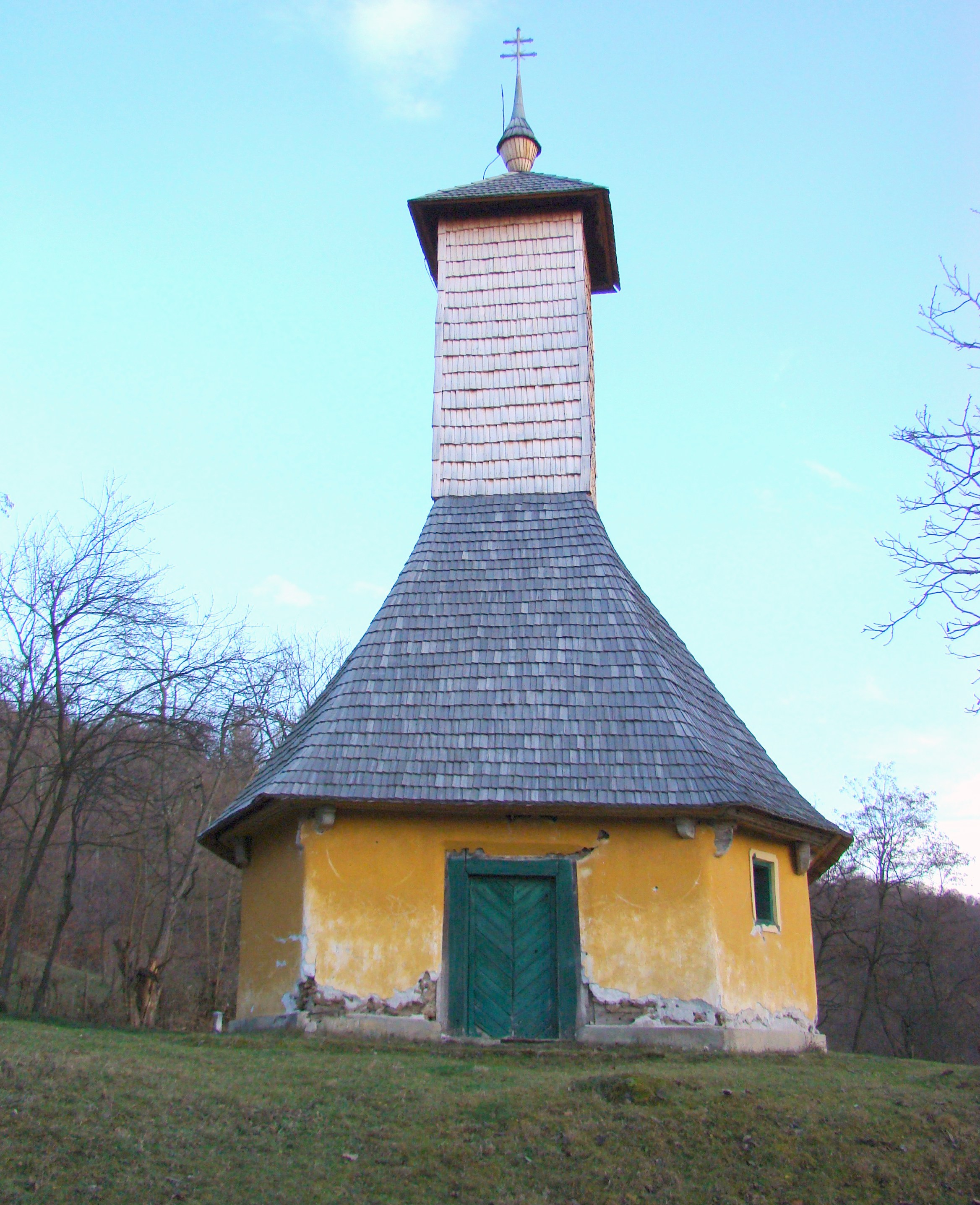
Biserica (vest)

Biserica de lemn din Buceava-Șoimuș, comuna Brazii, județul Arad, datează din secolul XVIII. Are hramul „Sfântul Mare Mucenic Dimitrie”. Biserica se află pe noua listă a monumentelor istorice sub codul LMI cod LMI AR-II-m-A-00591.

## Istoric și trăsături
Ascunse într-o vale răcoroasă, mărginită de povârnișuri împădurite, două sătucuri au viețuit unul lângă altul, rugându-se de secole la aceeași biserică. Documentele istorice le menționează separat sau împreună: Șoimuș, Buceava, Buceava-Șoimuș sau Șoimuș-Buceava. În anul 1439 apare într-un document sub numele maghiar de Solmosfalva adică satul Șoimoș (sau Satul lui Șoimuș), căci conscriptorul a notat așezarea pe limba lui. Date certe în legătură cu anul construirii bisericii de lemn nu există. În biserică nu există pisanie și nici vreo însemnare pe vreo carte de cult. Potrivit preotului cercetător Pavel Vesa, biserica a fost construită inițial în satul învecinat Iacobini unde era „în anul 1775 deja sfințită, construită din lemn, cu hramul Sf.Teodor Tiron, așezată pe o colină de la capătul uliței de sus care poartă denumirea Morminții Vechi, vândută în anul 1865 satului Buceava. Biserica are formă de corabie, cu capetele de apus și răsărit poligonale, cu trei și, respectiv, cinci laturi. Consolele sunt analoage celor de la Budești și Mădrigești, cu o crestătură în unghi drept și o alta curbă ,,tăinuind credința în puterea magică a reprezentării capului de cal”. Tencuielile de la pereți ascund orice inscripție și orice posibilitate de a constata dacă ulterior anului edificării s-au făcut și alte reparații (măriri de ferestre, străpungeri de pereți, ornamente crestate la portaluri). Cu ocazia eliminării pe viitor a acestor tencuieli se vor putea desluși eventuale taine ascunse, inclusiv din domeniul picturii. Valoarea excepțională a picturii, a monumentului în ansamblul său, sunt argumente care justifică intervenția de urgență a unei echipe de restauratori. Comparând o imagine înregistrată de Coriolan Petranu în perioada interbelică cu una de azi se poate obserrva cât de mari au fost stricăciunile la pictură datorită faptului că nu au fost efectuate la timp reparațiile, mai ales la învelitoarea de șindrilă.

## Imagini din interior

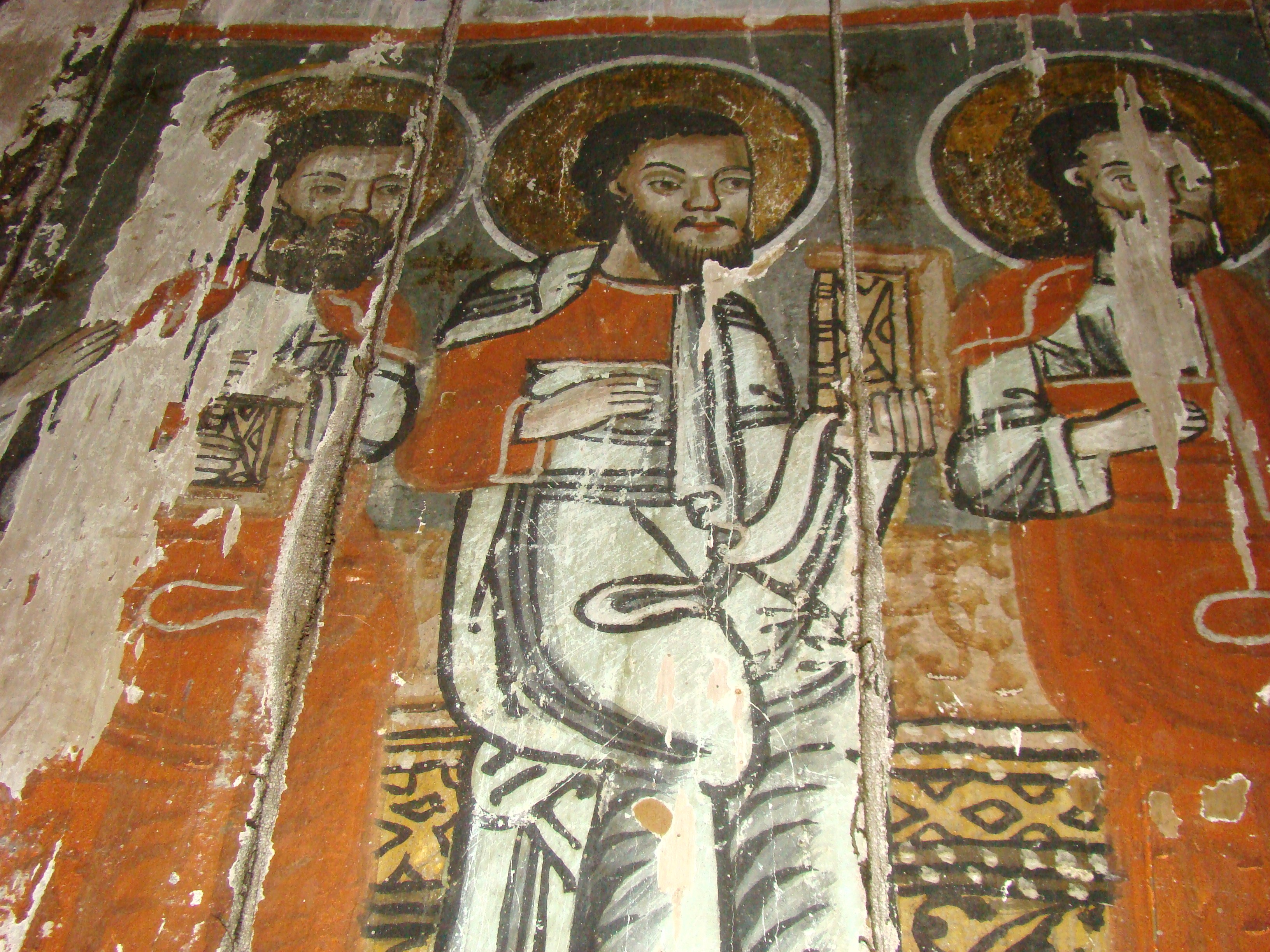
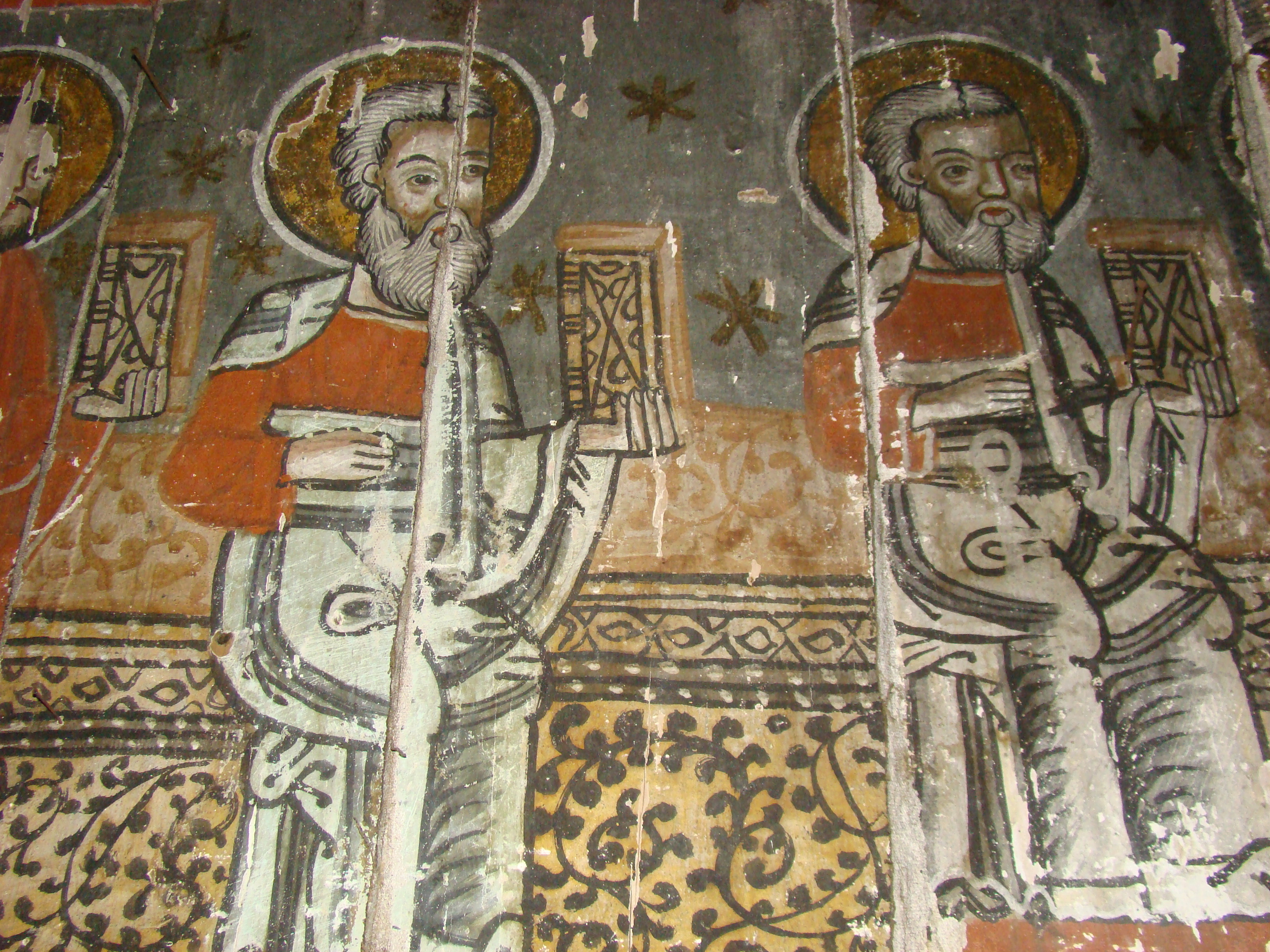
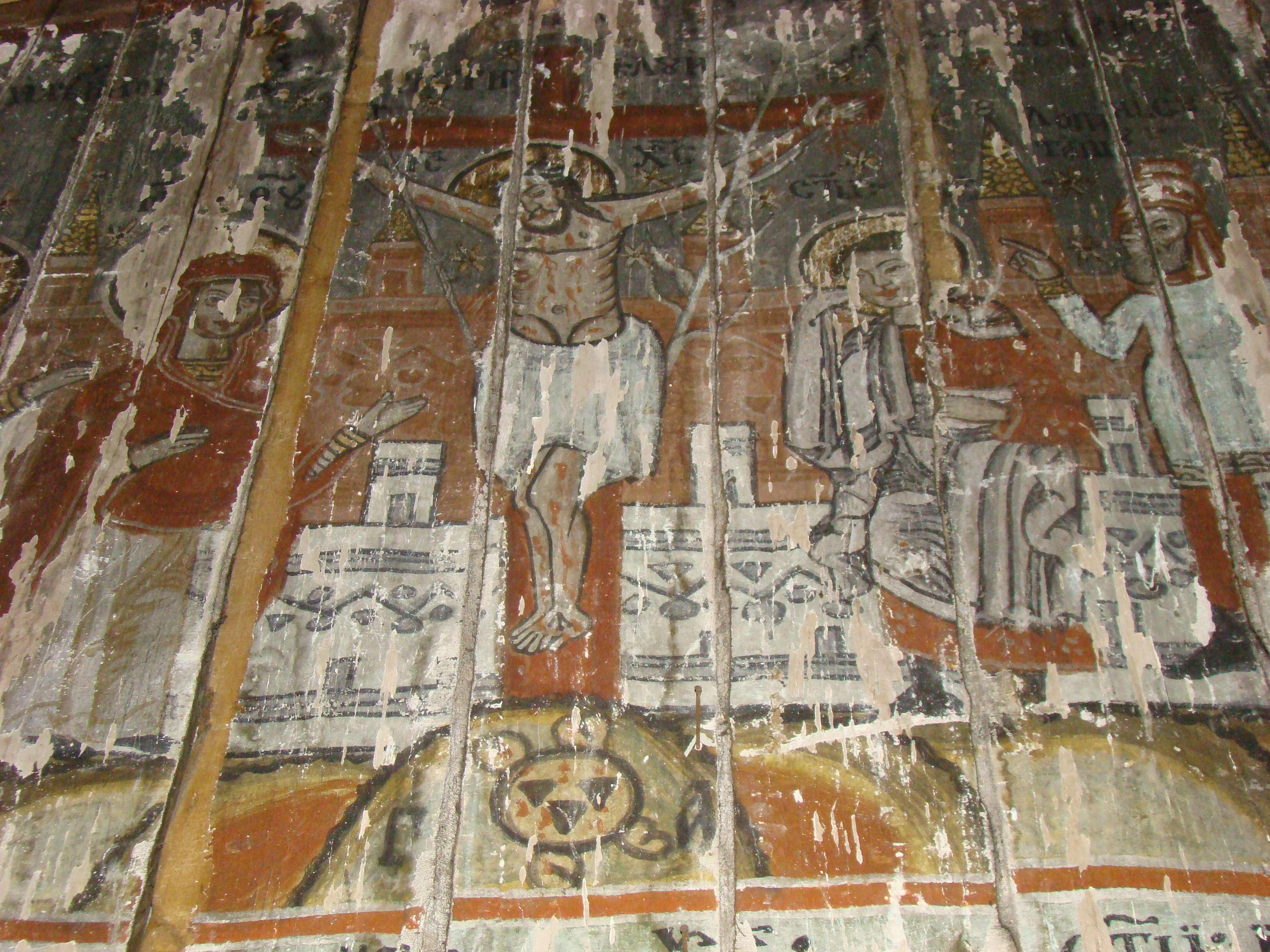
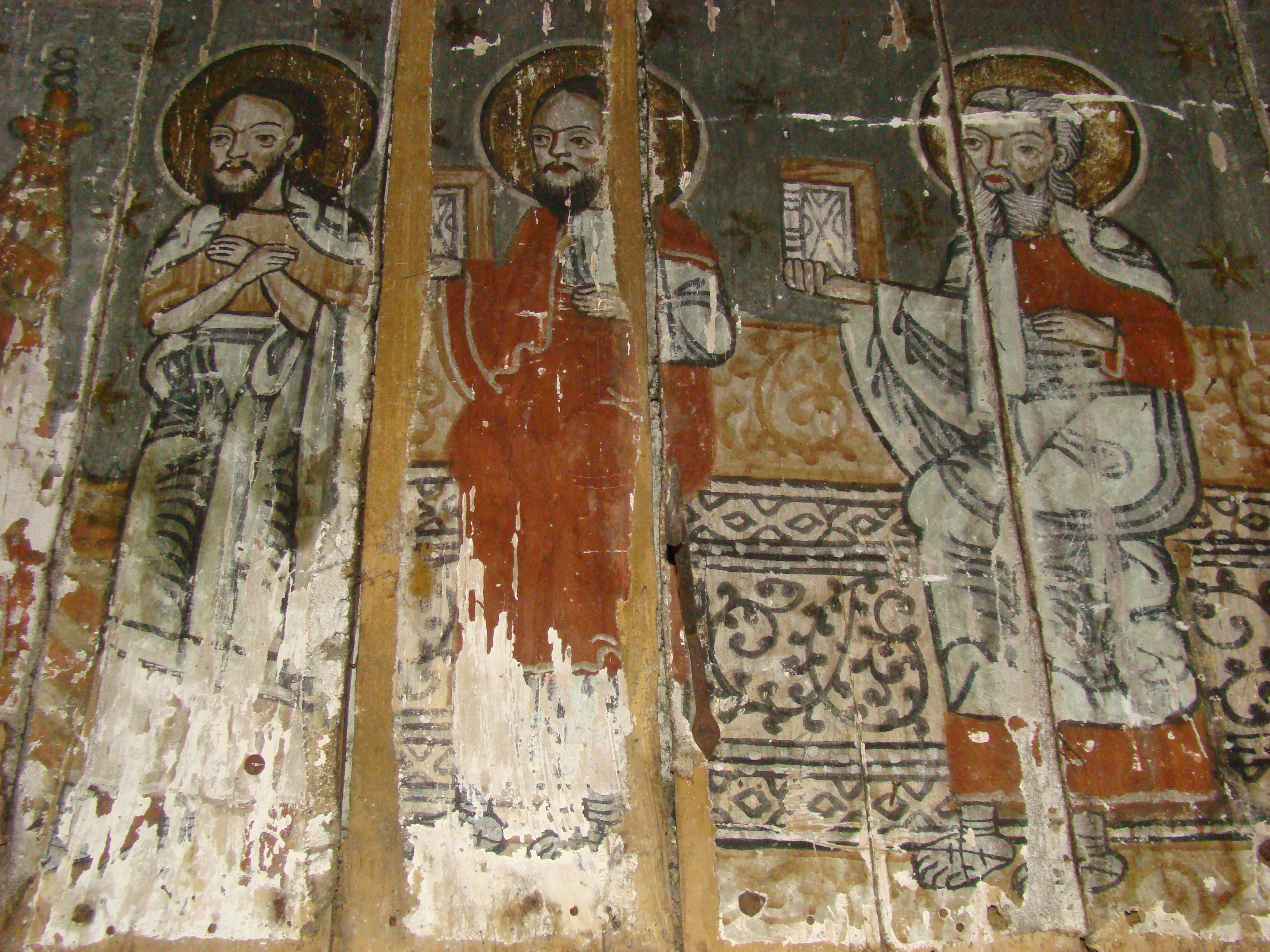
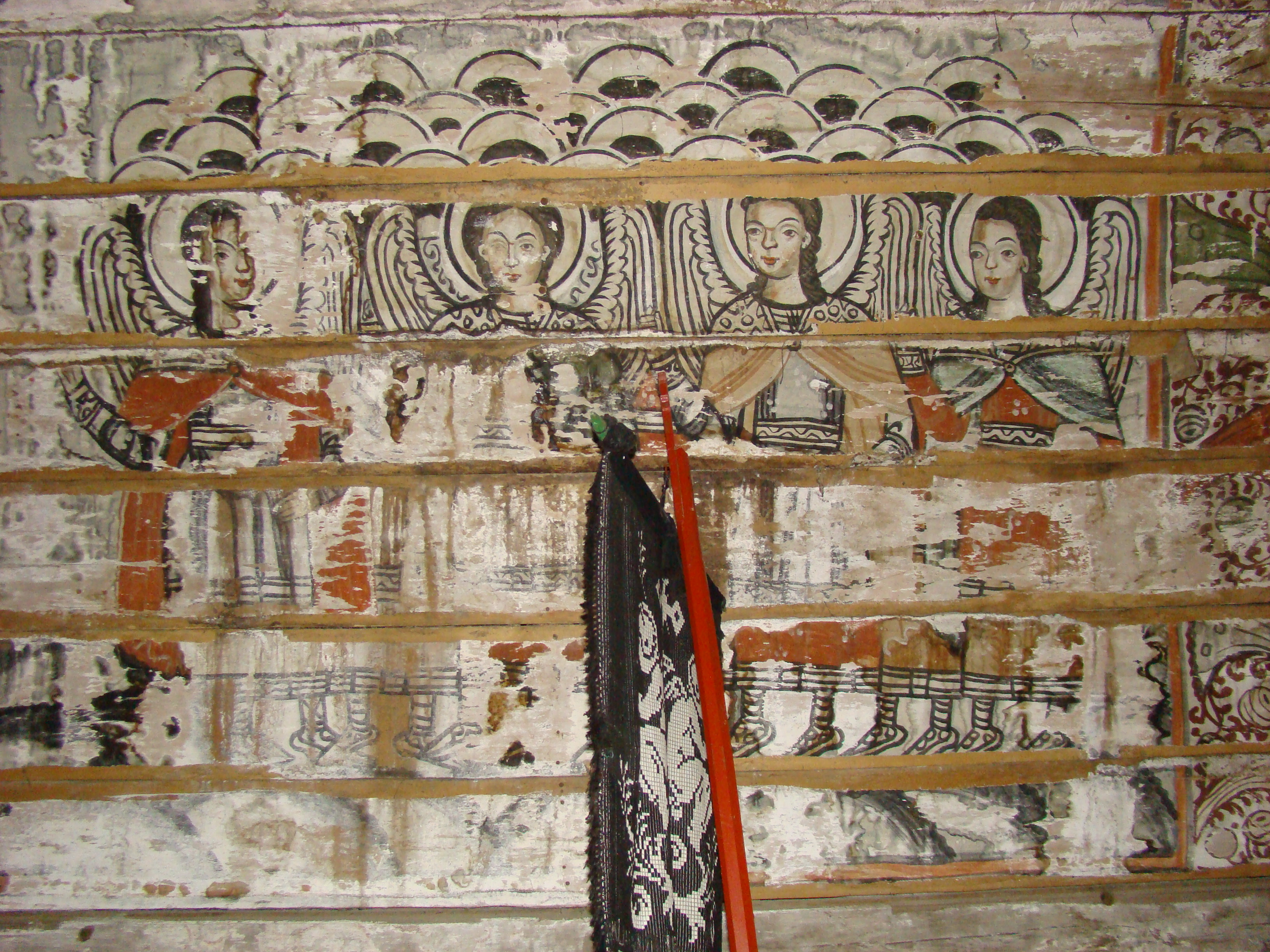
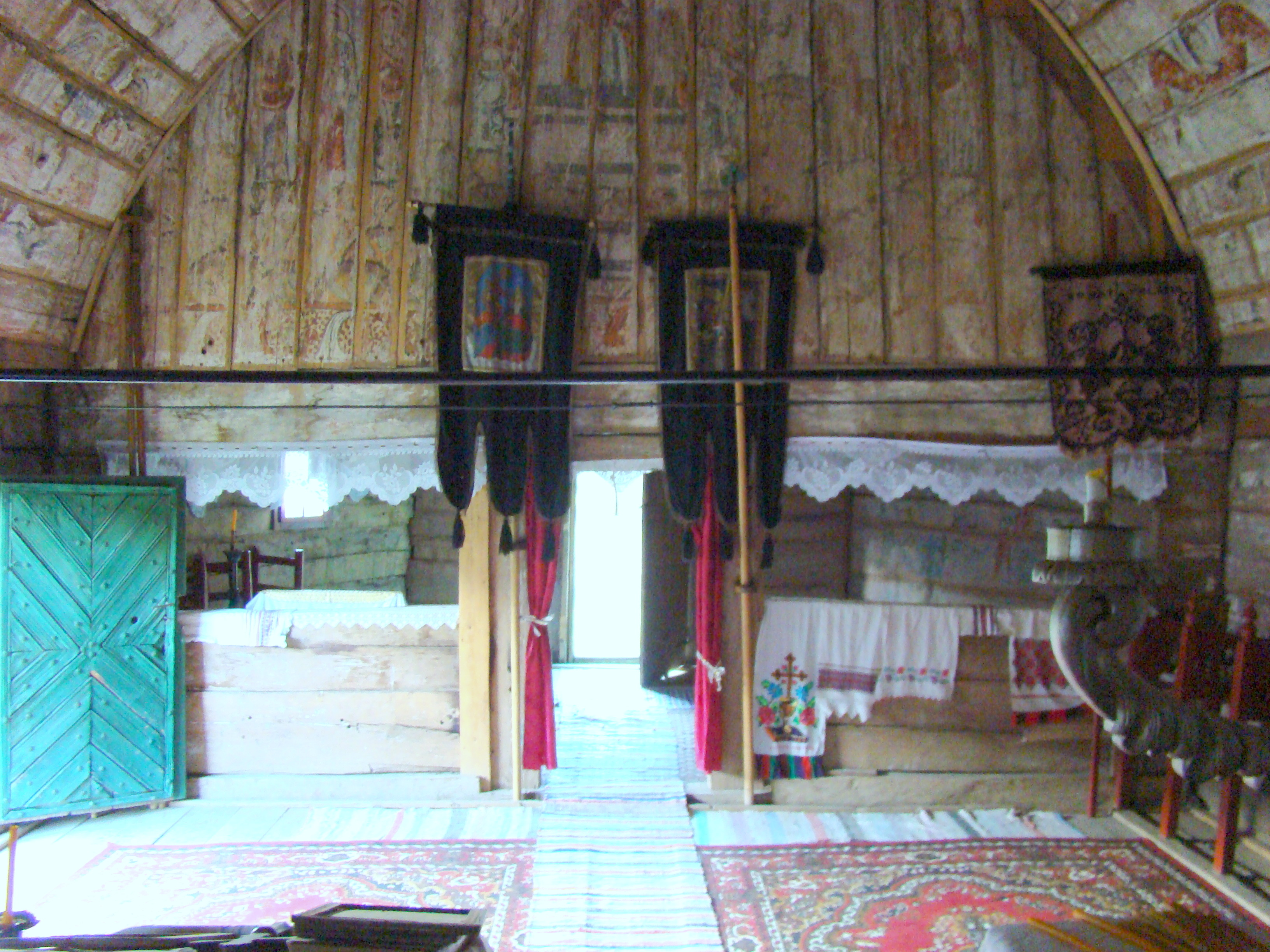
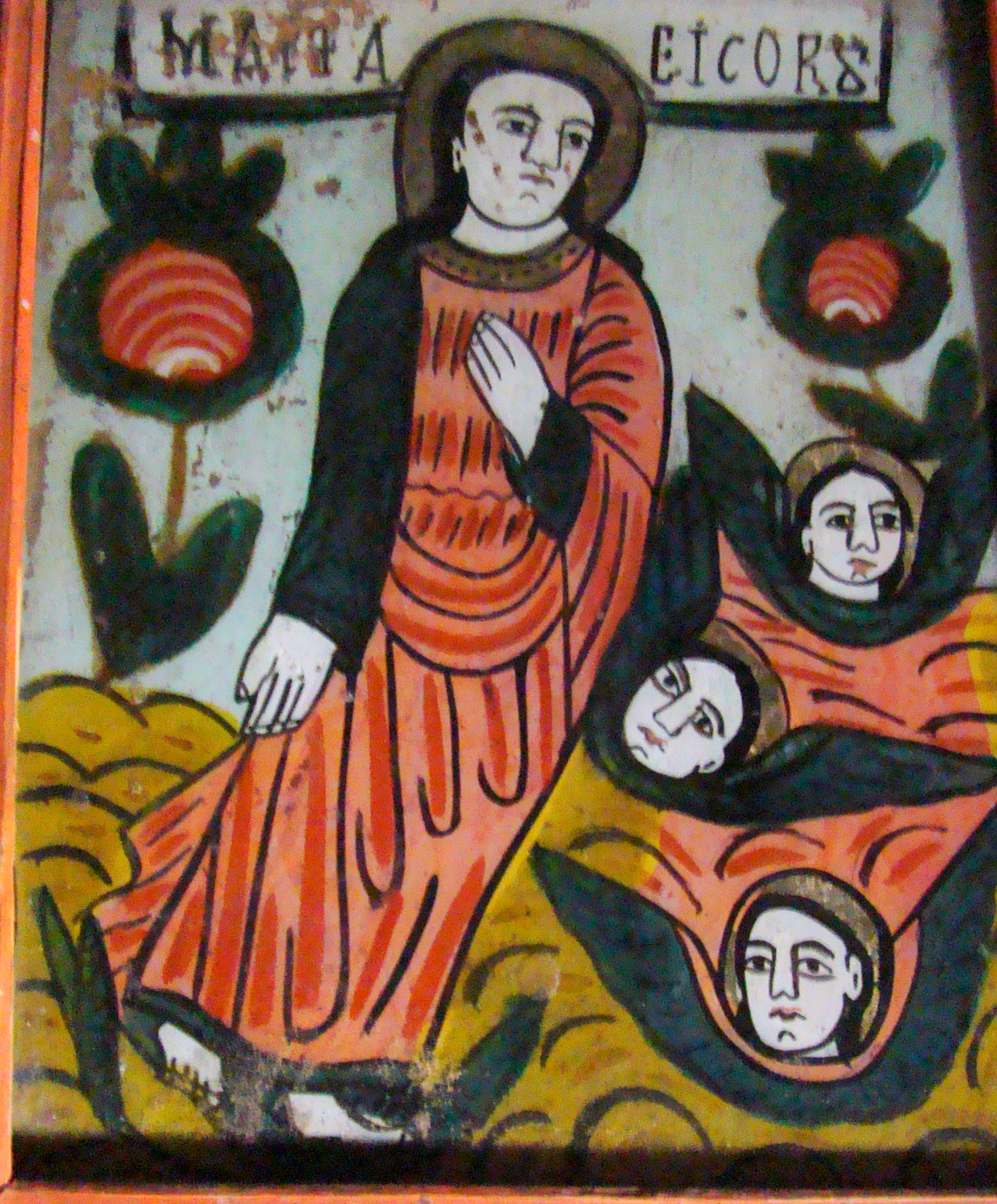
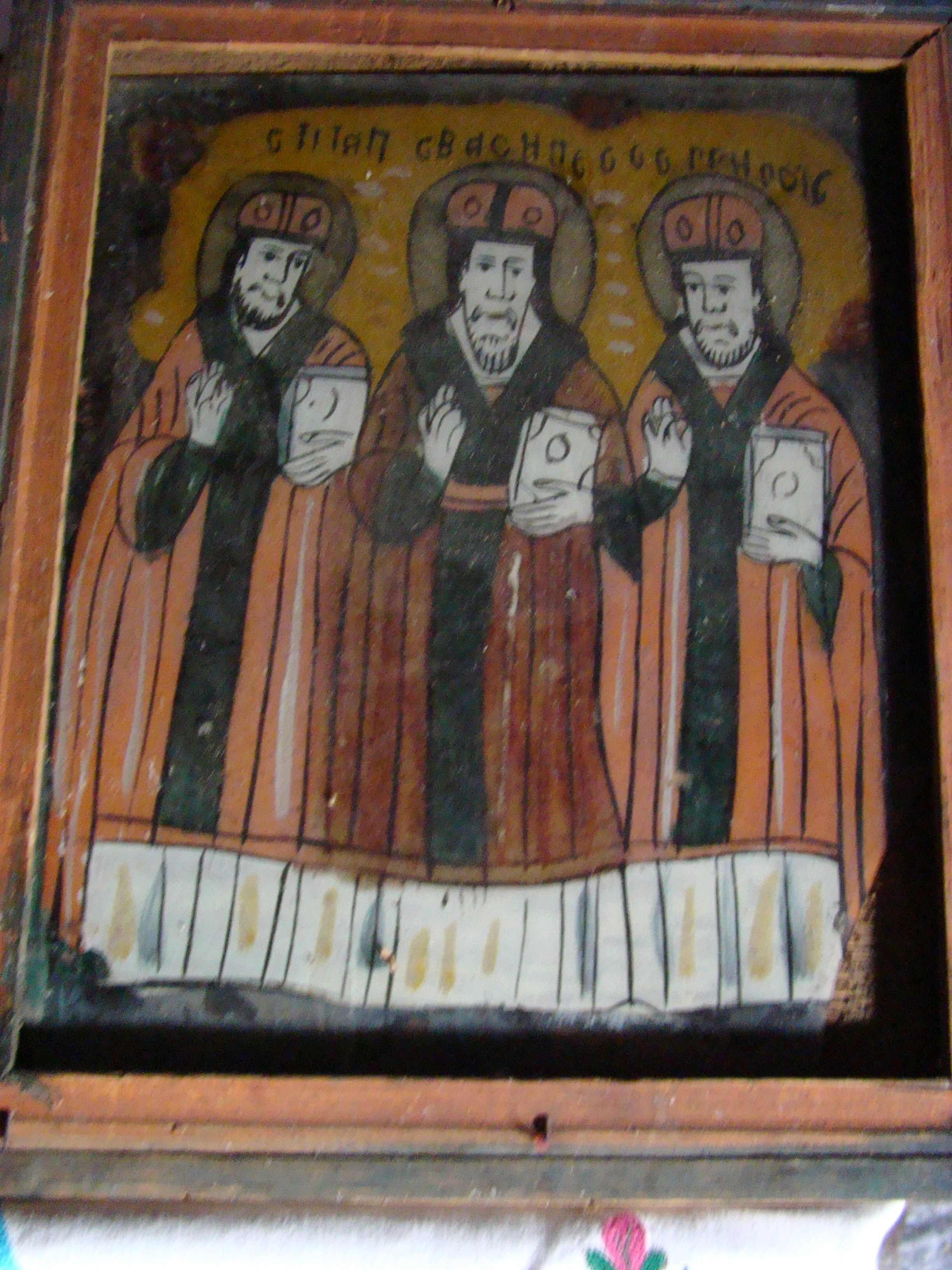
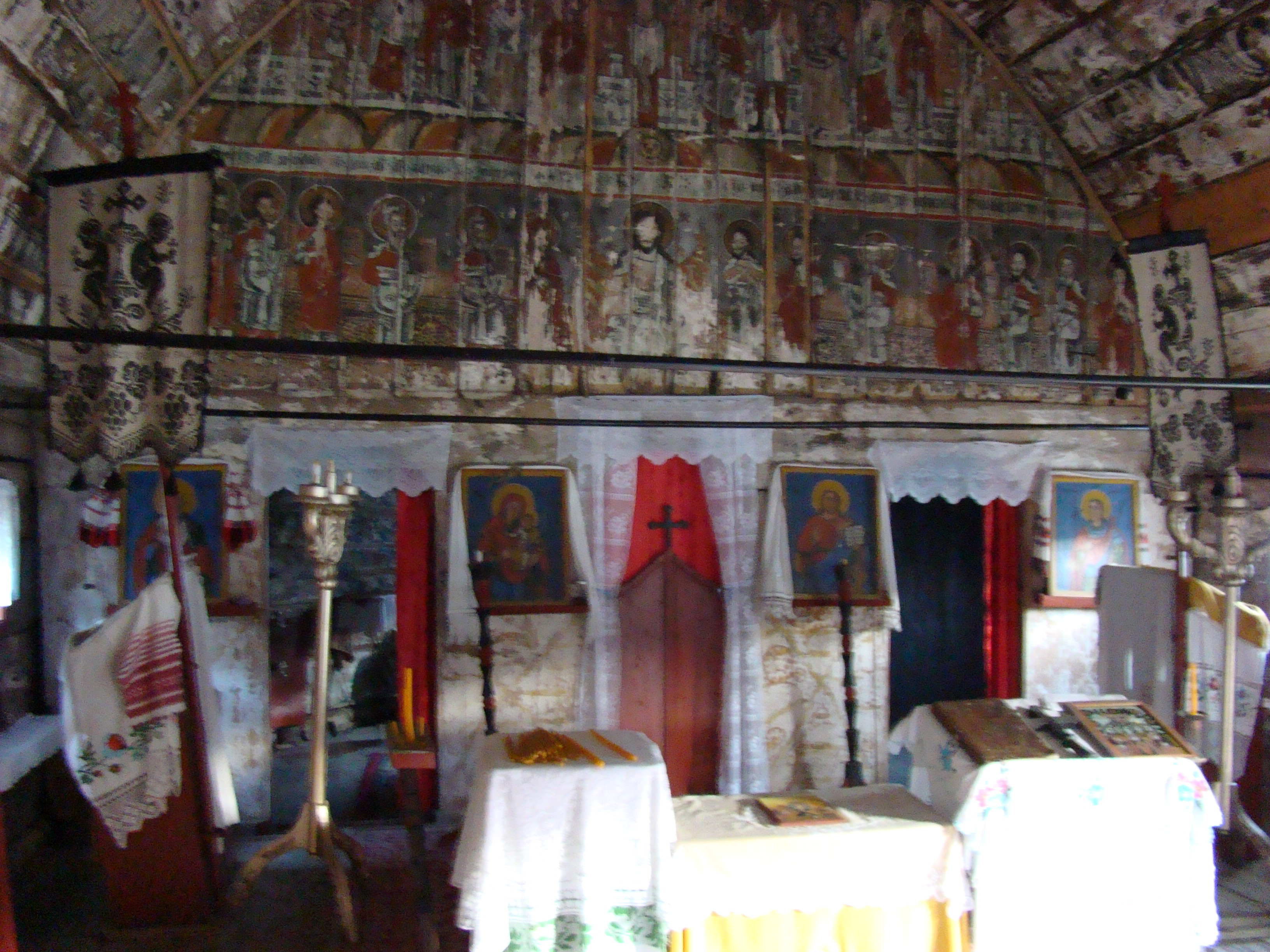
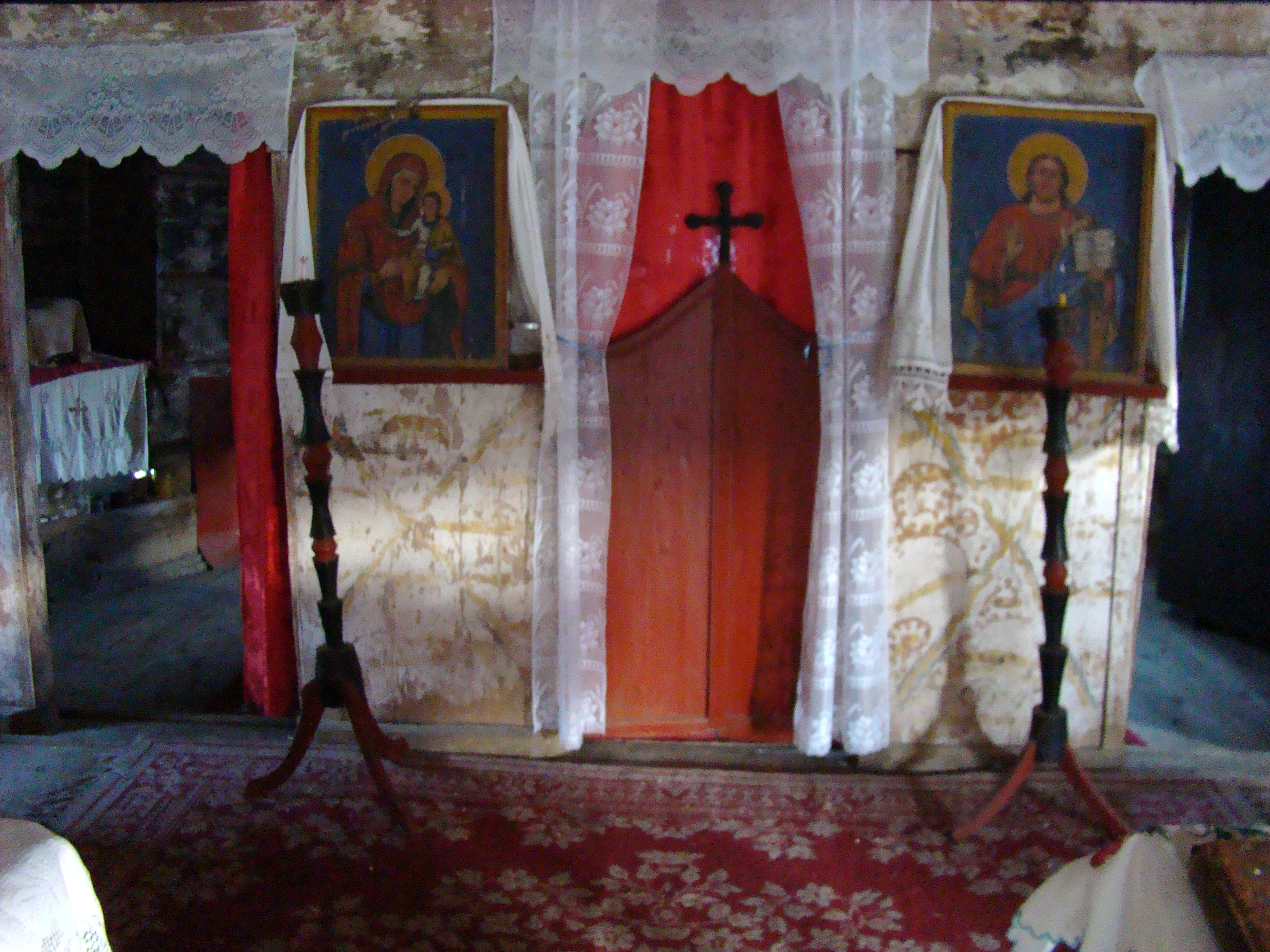
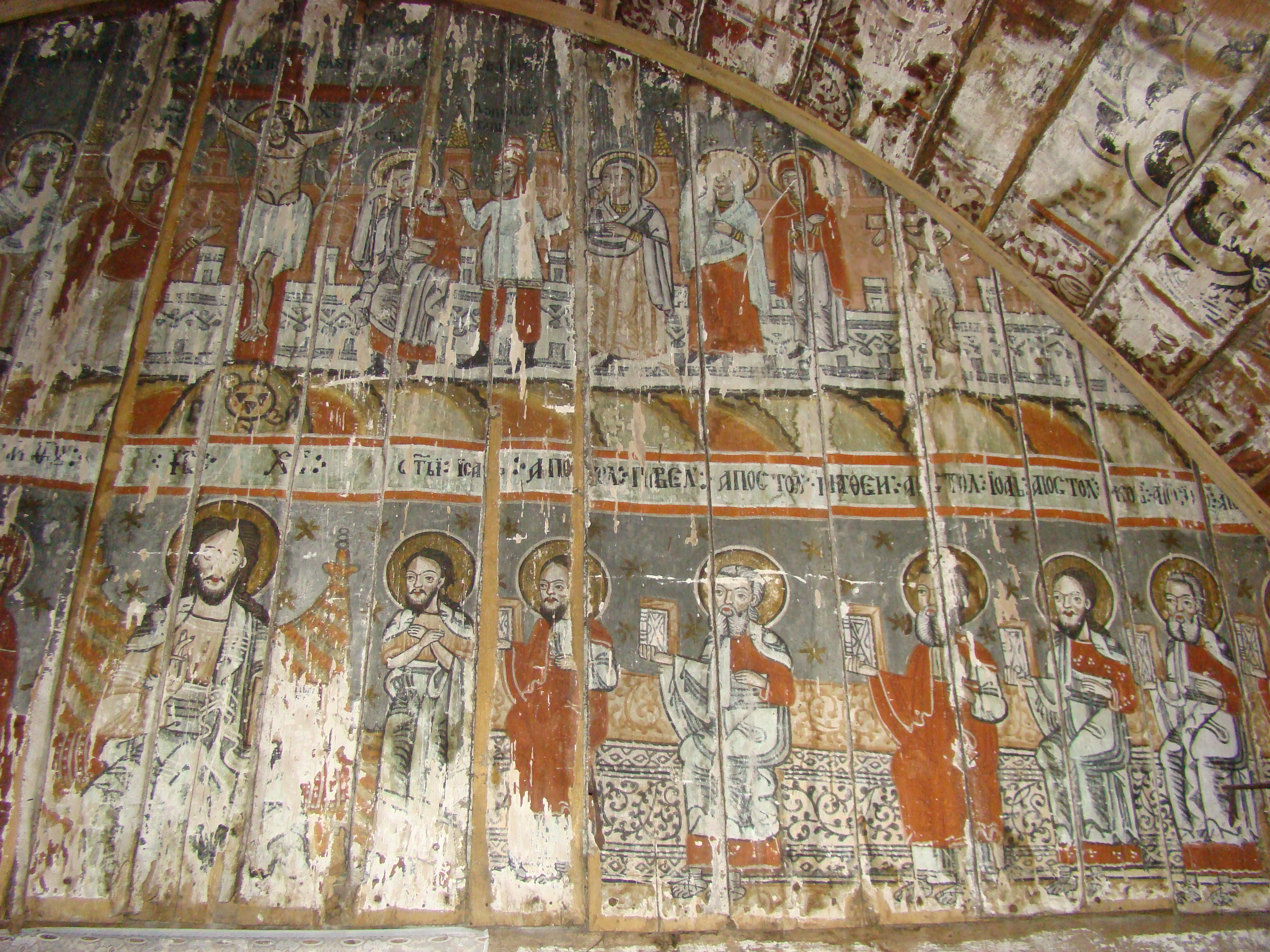
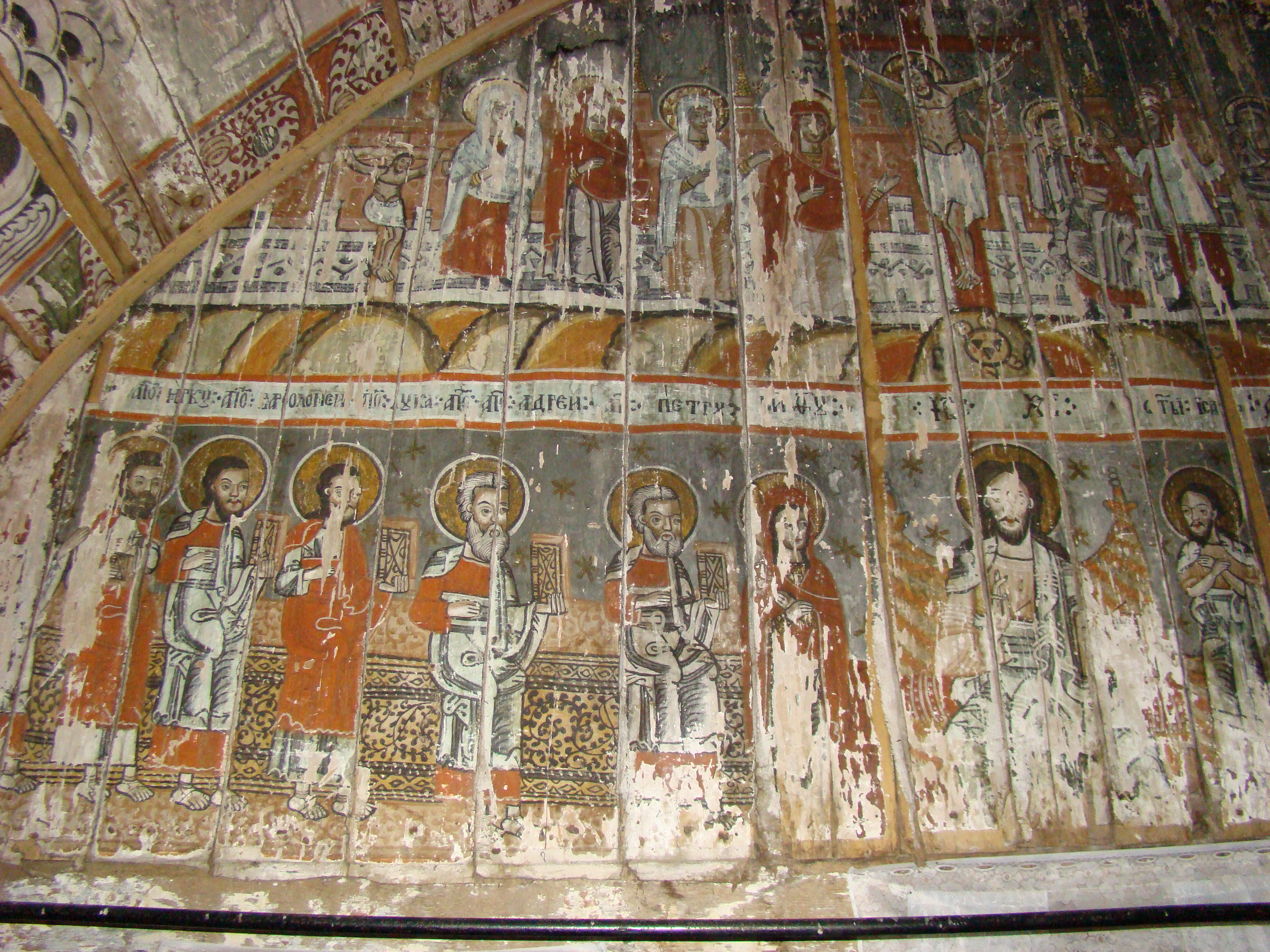
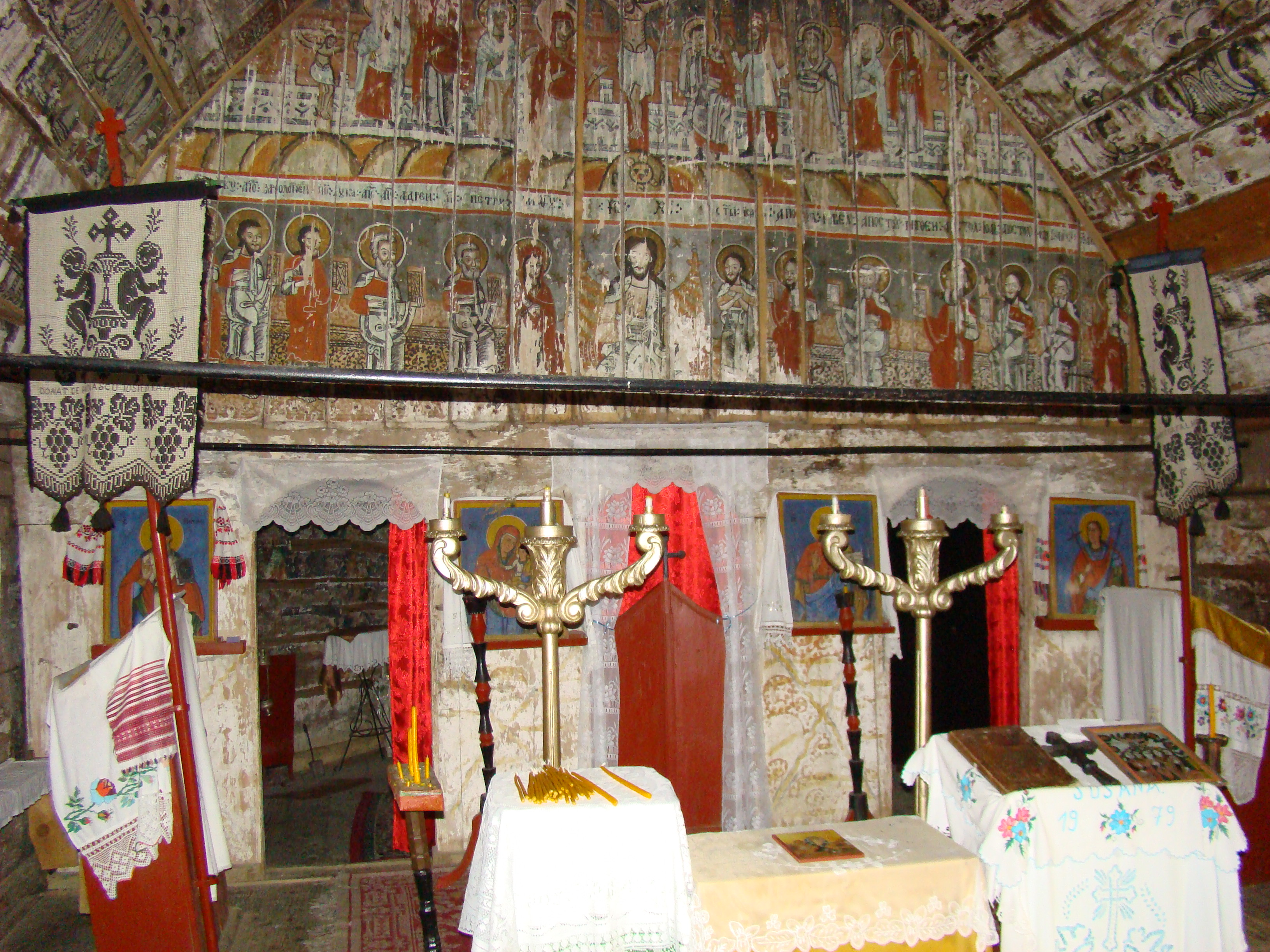
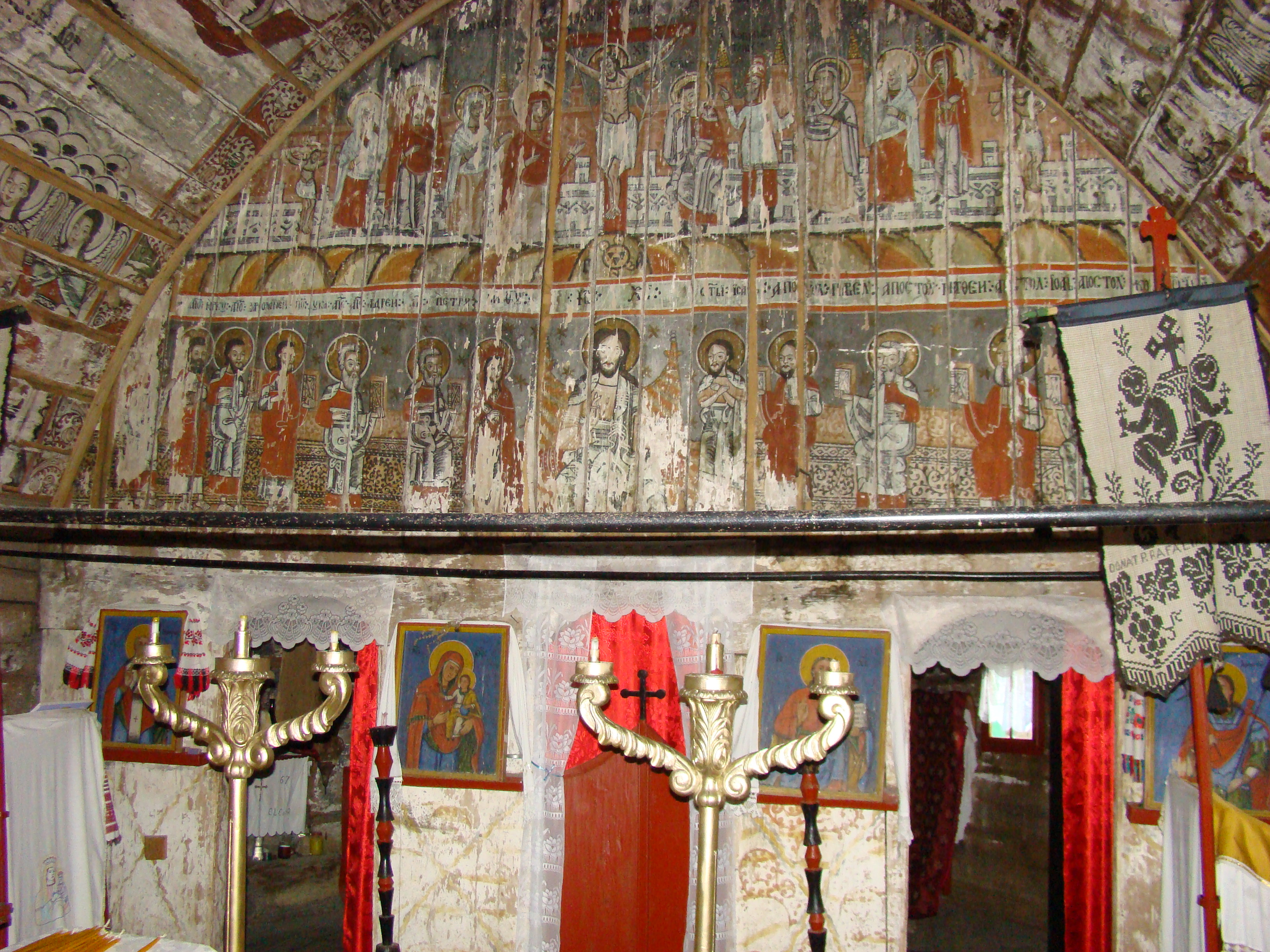
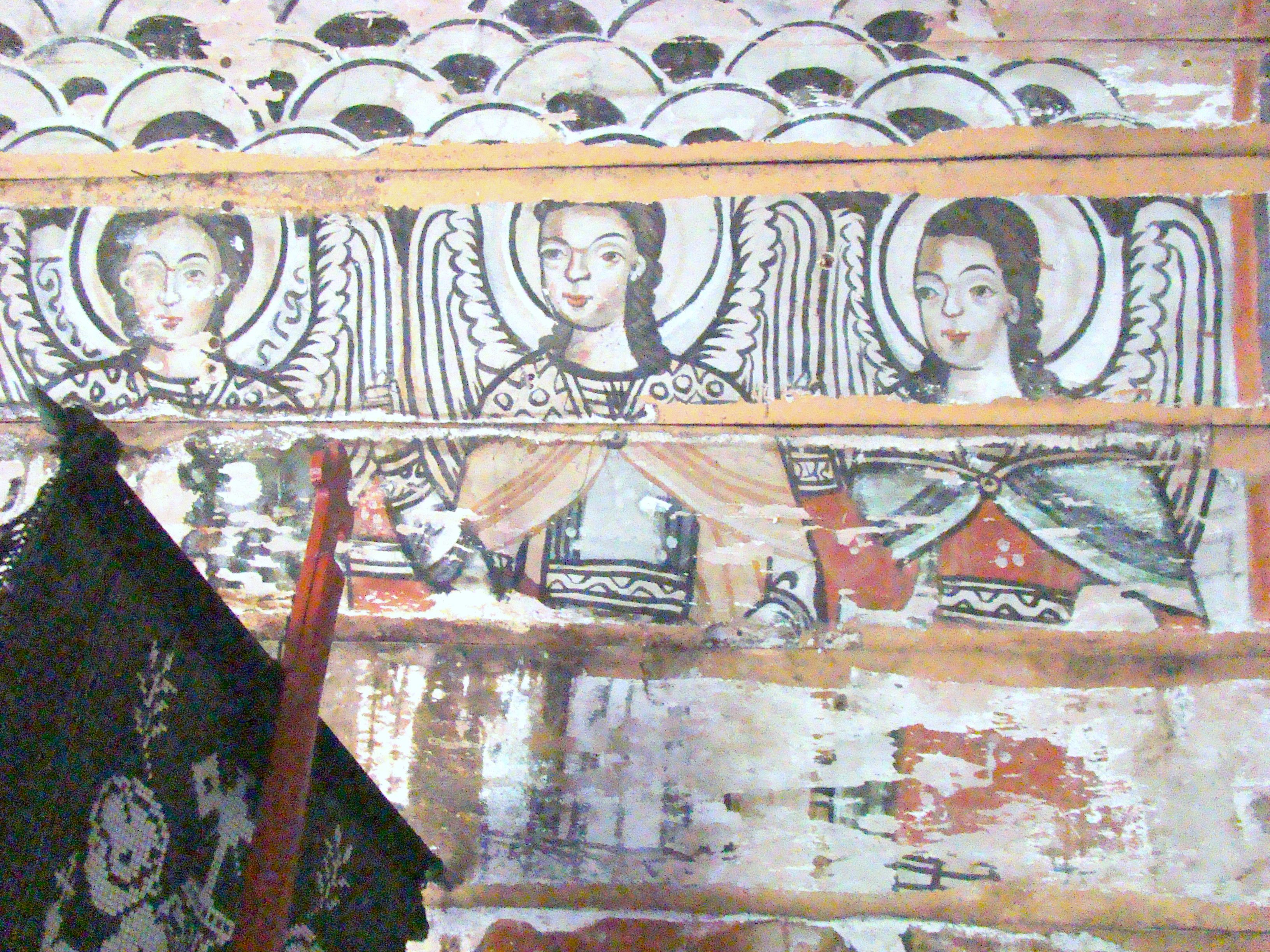
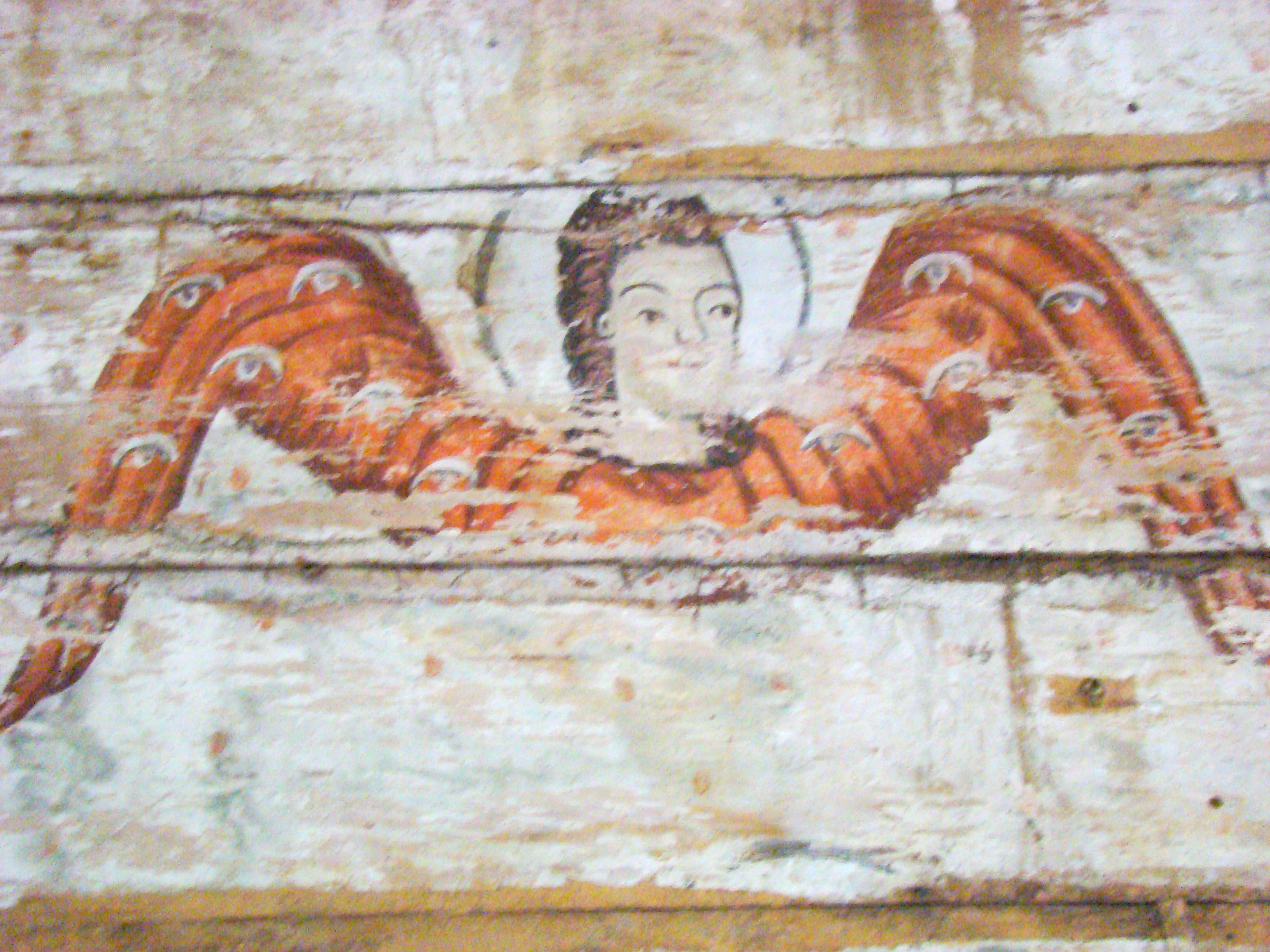
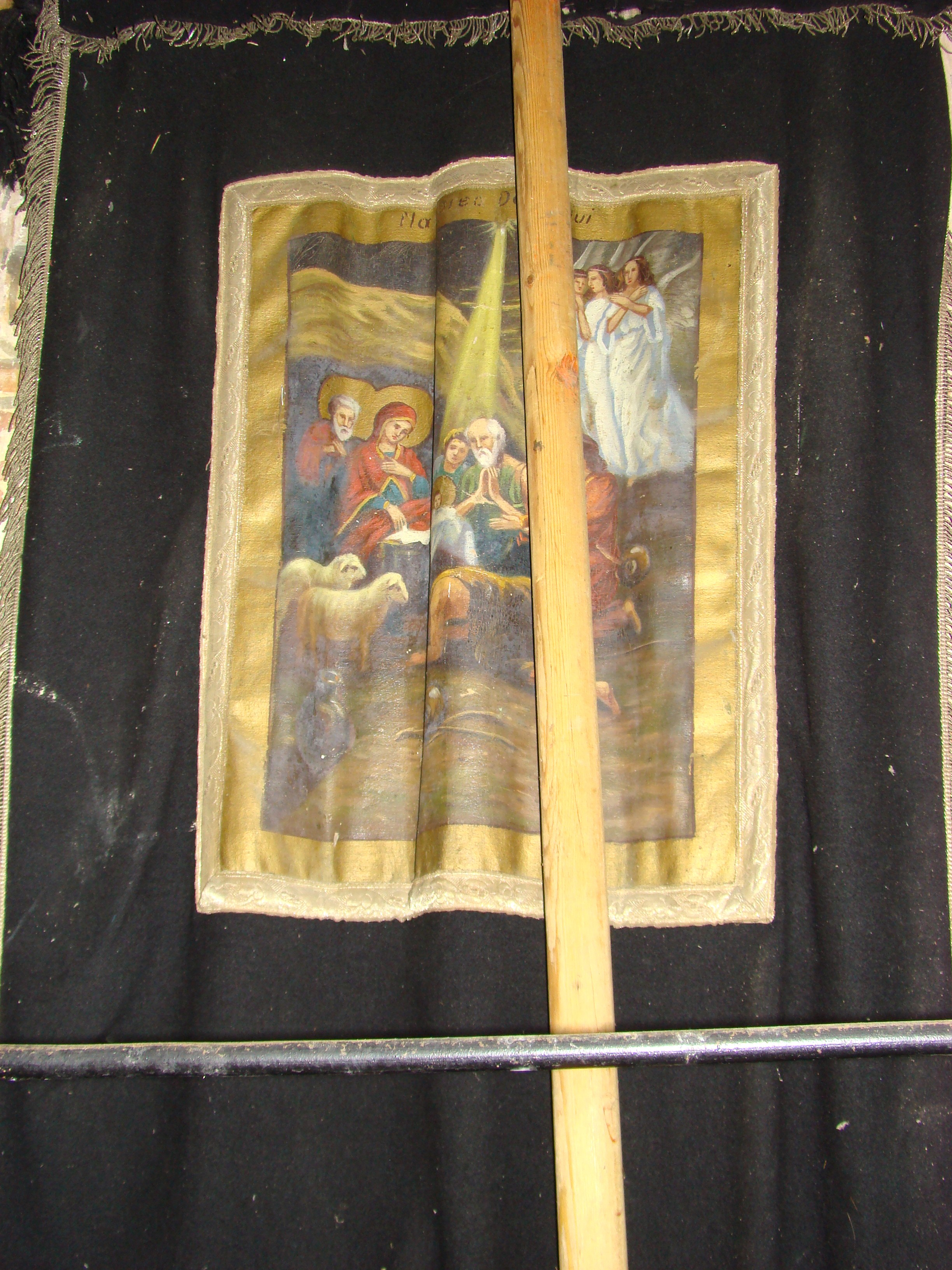
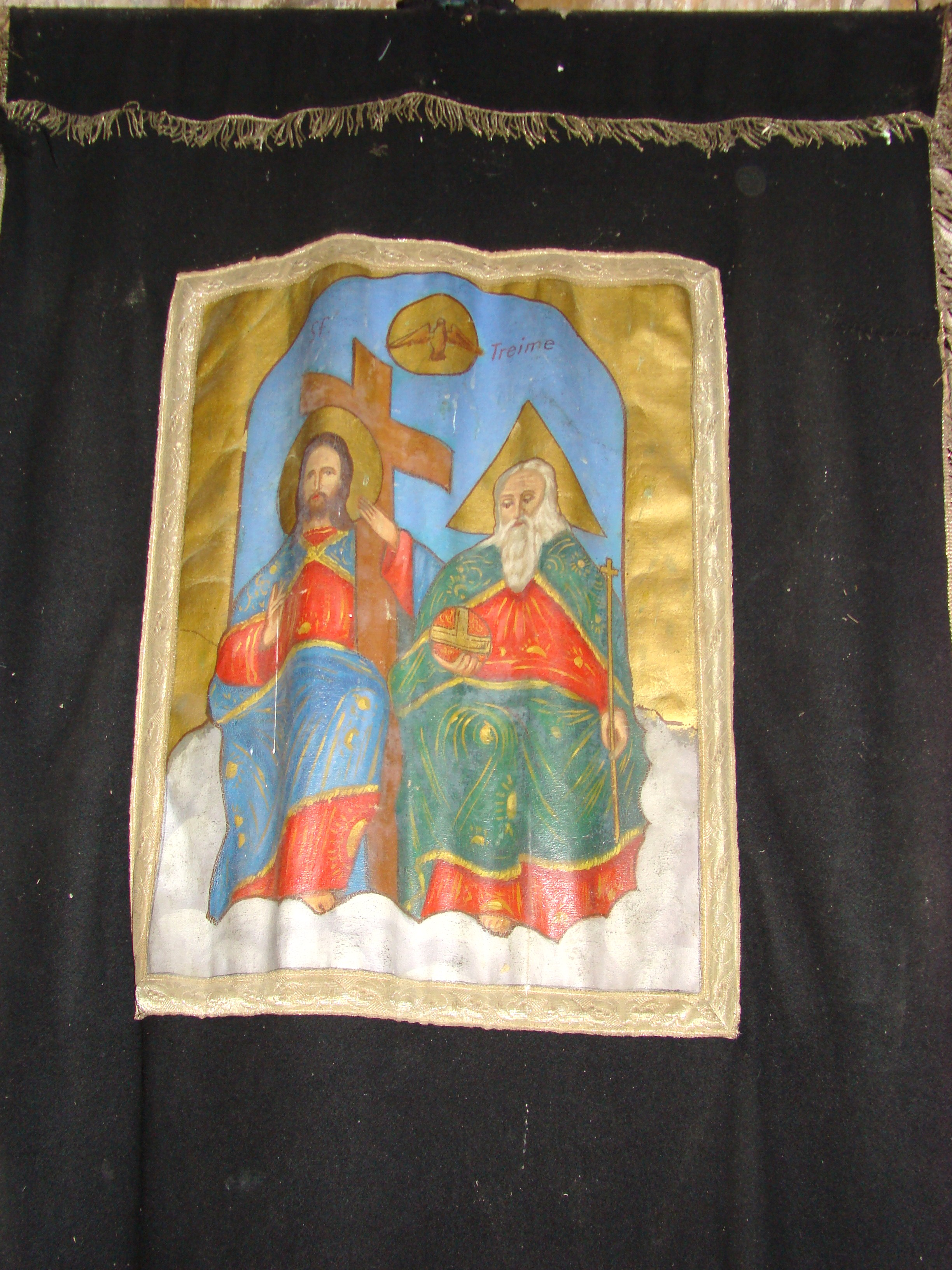
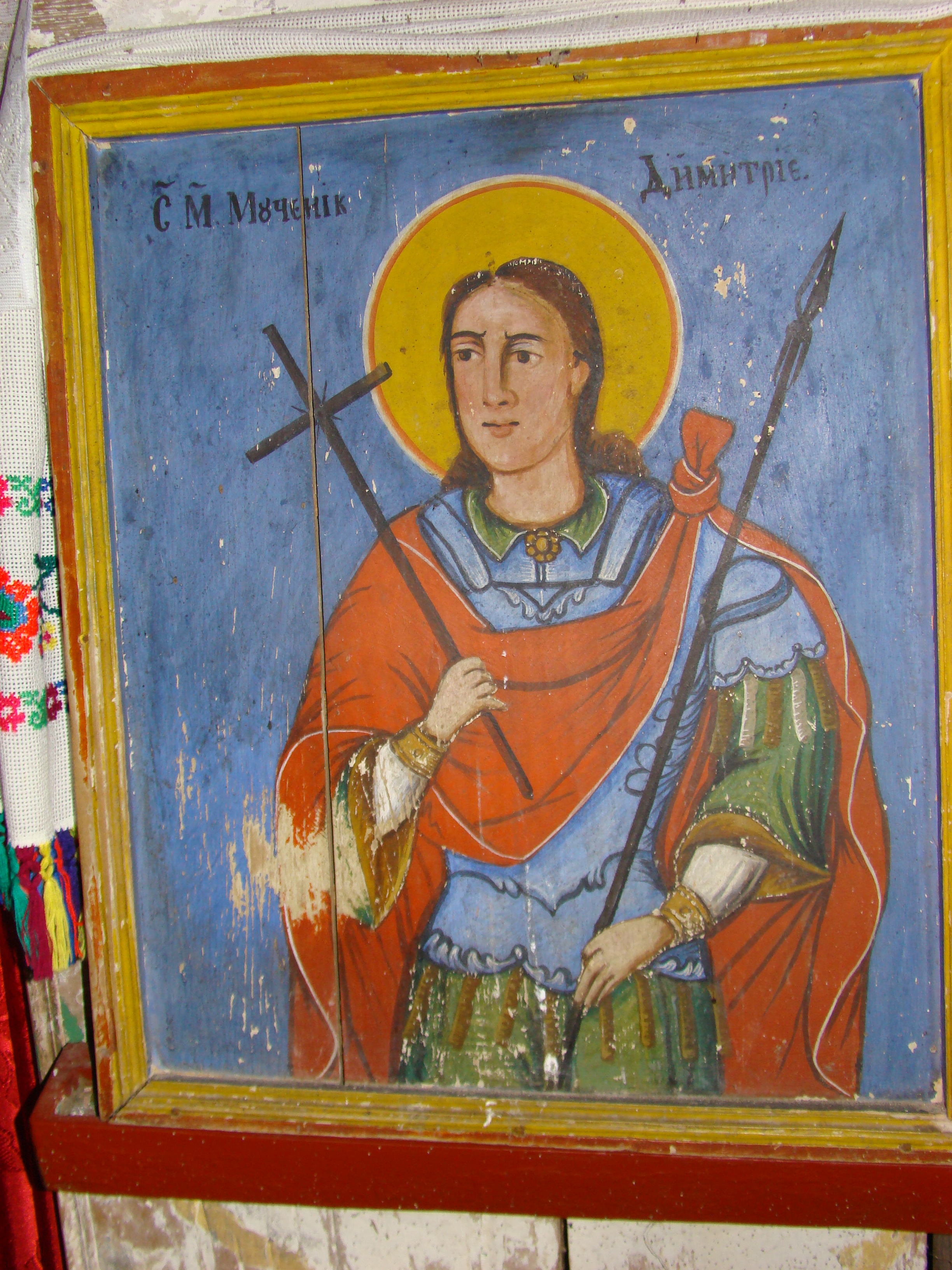
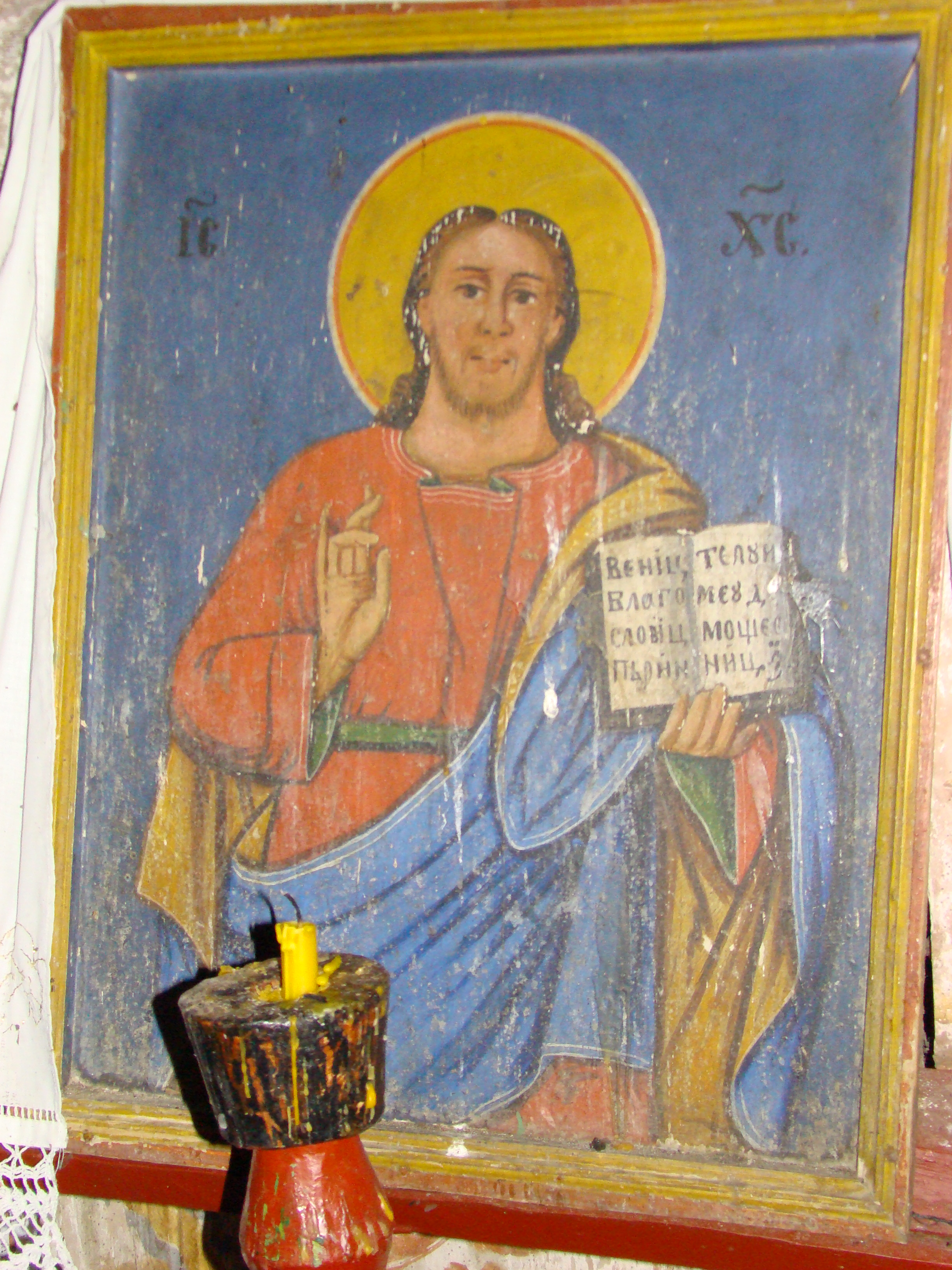
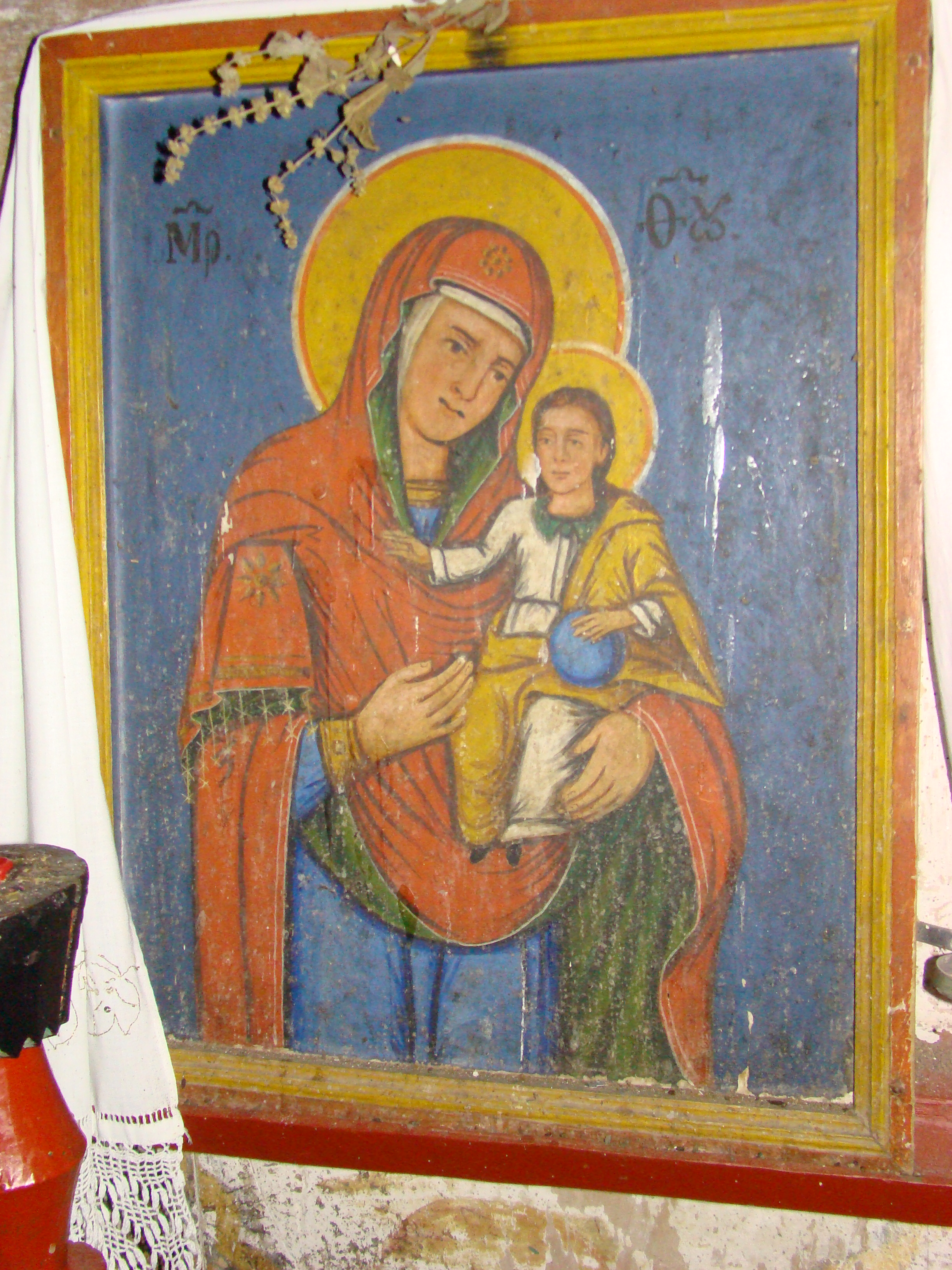
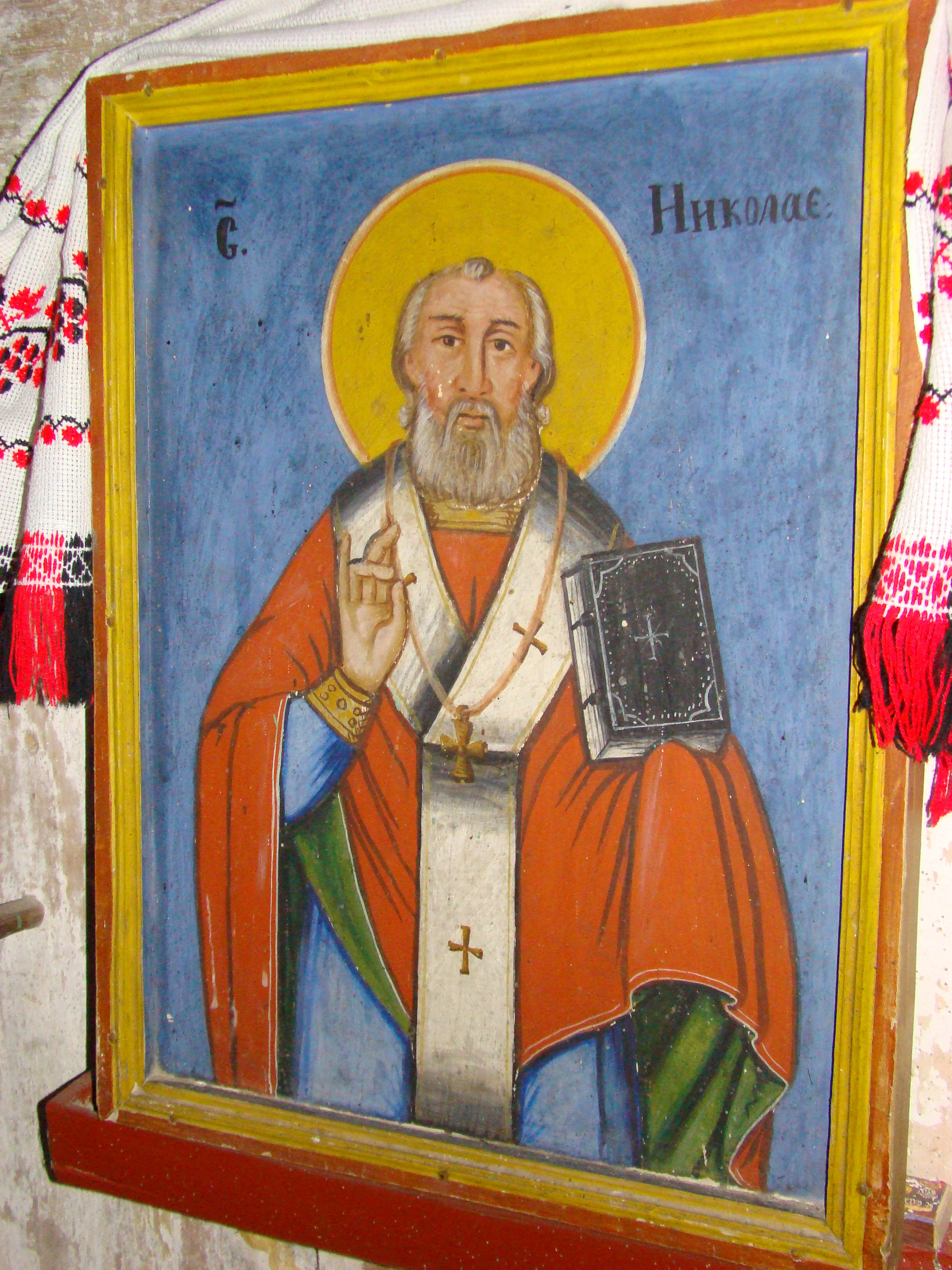
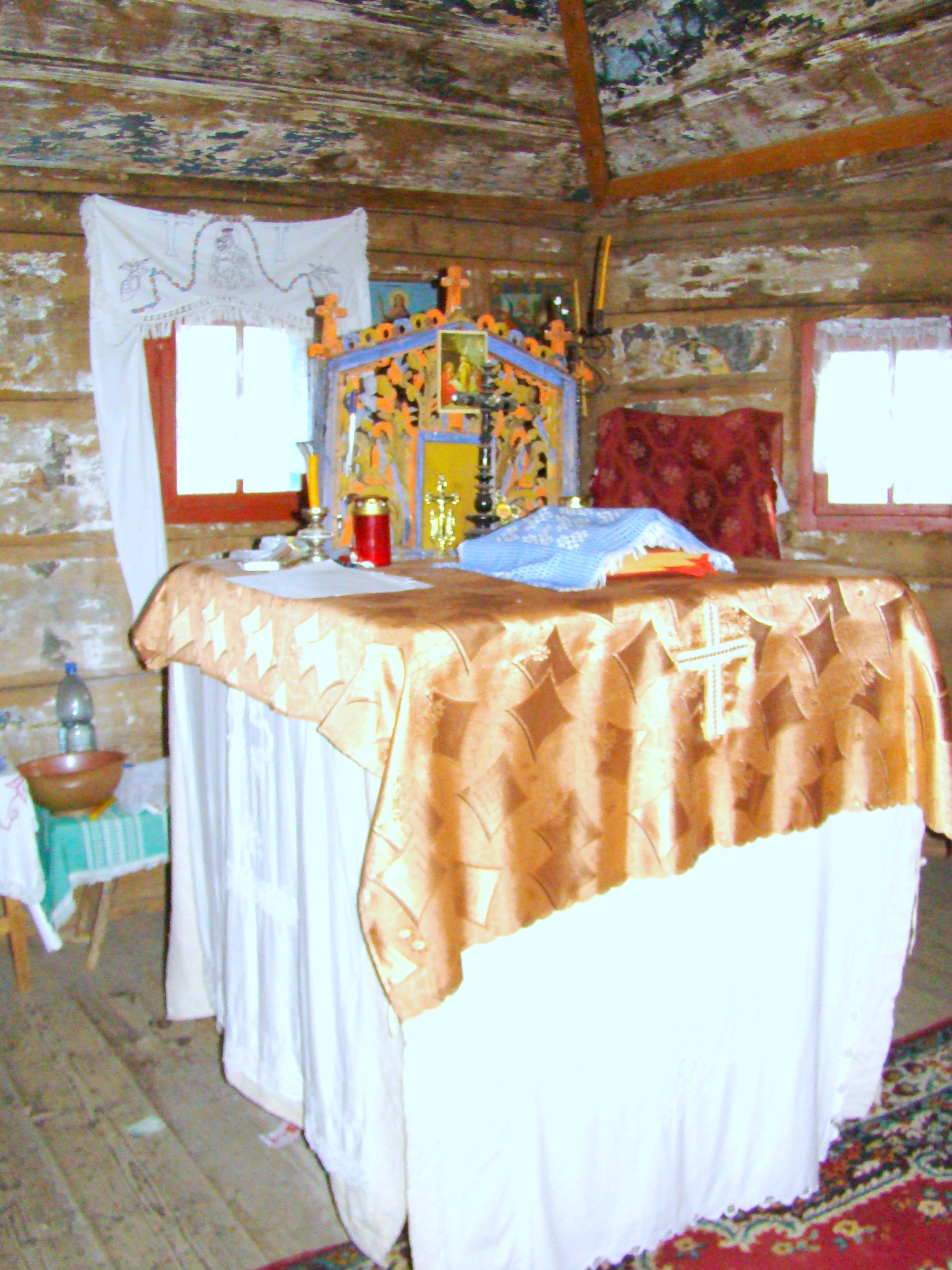
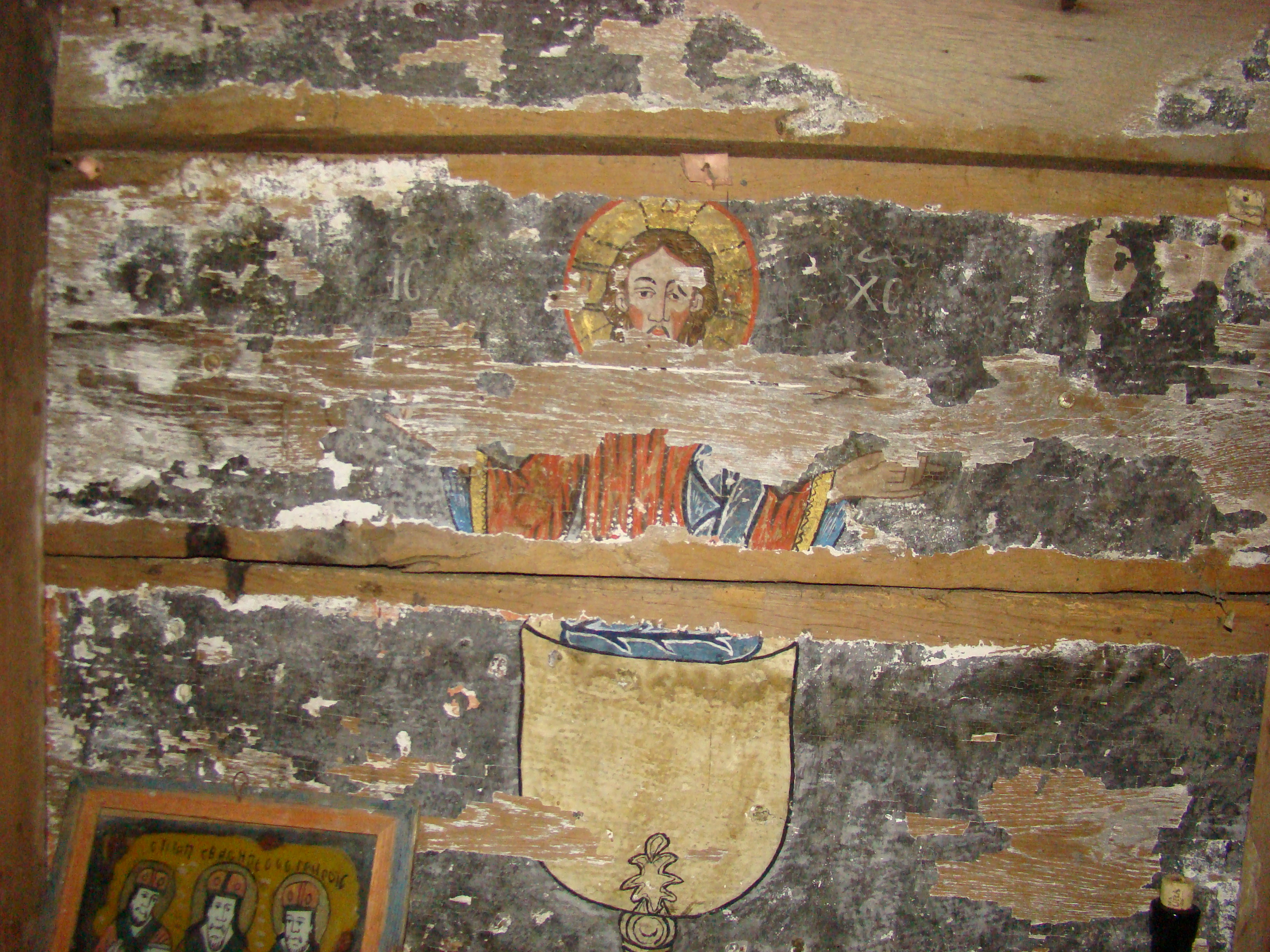
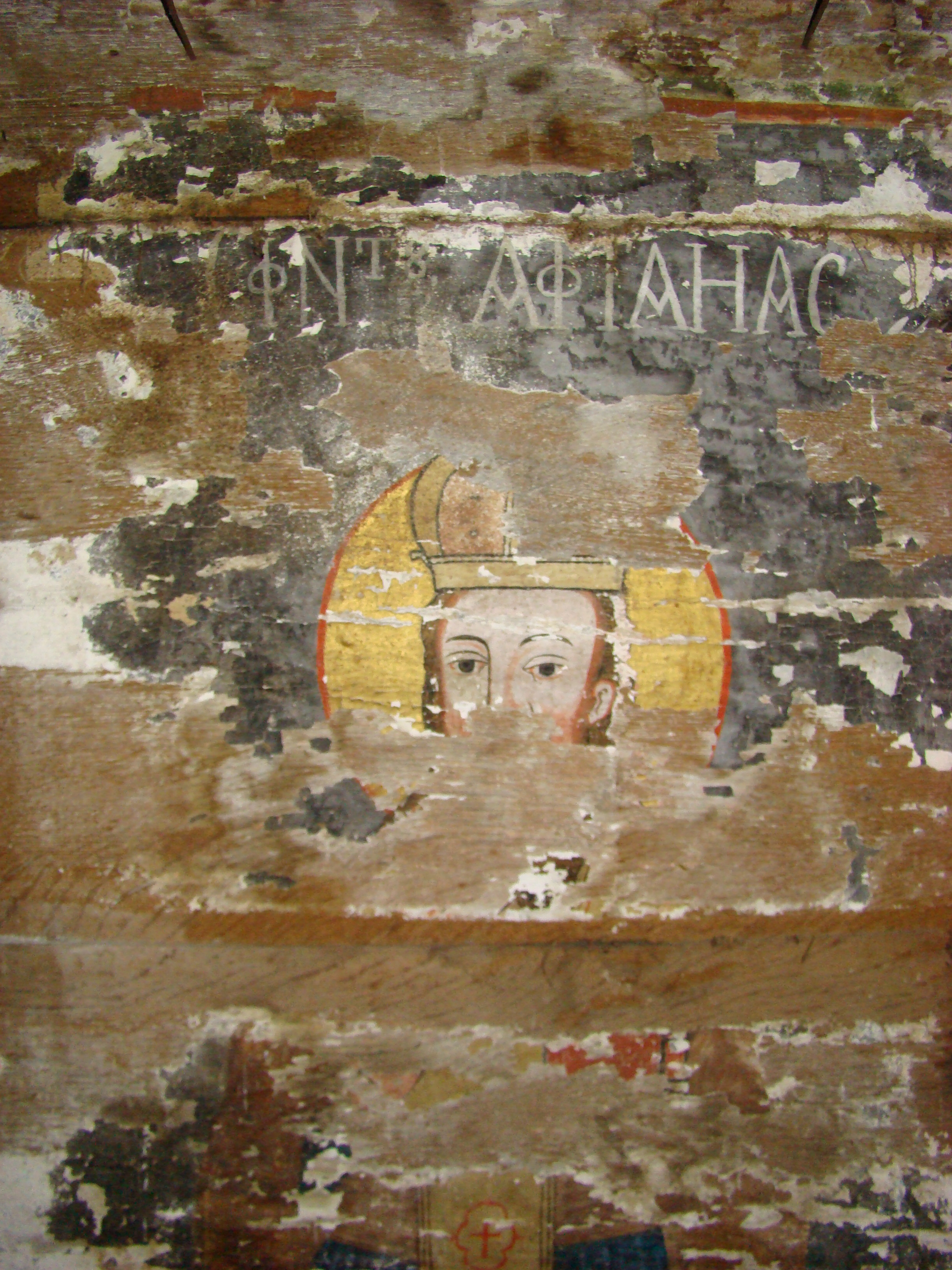

## Imagini din exterior

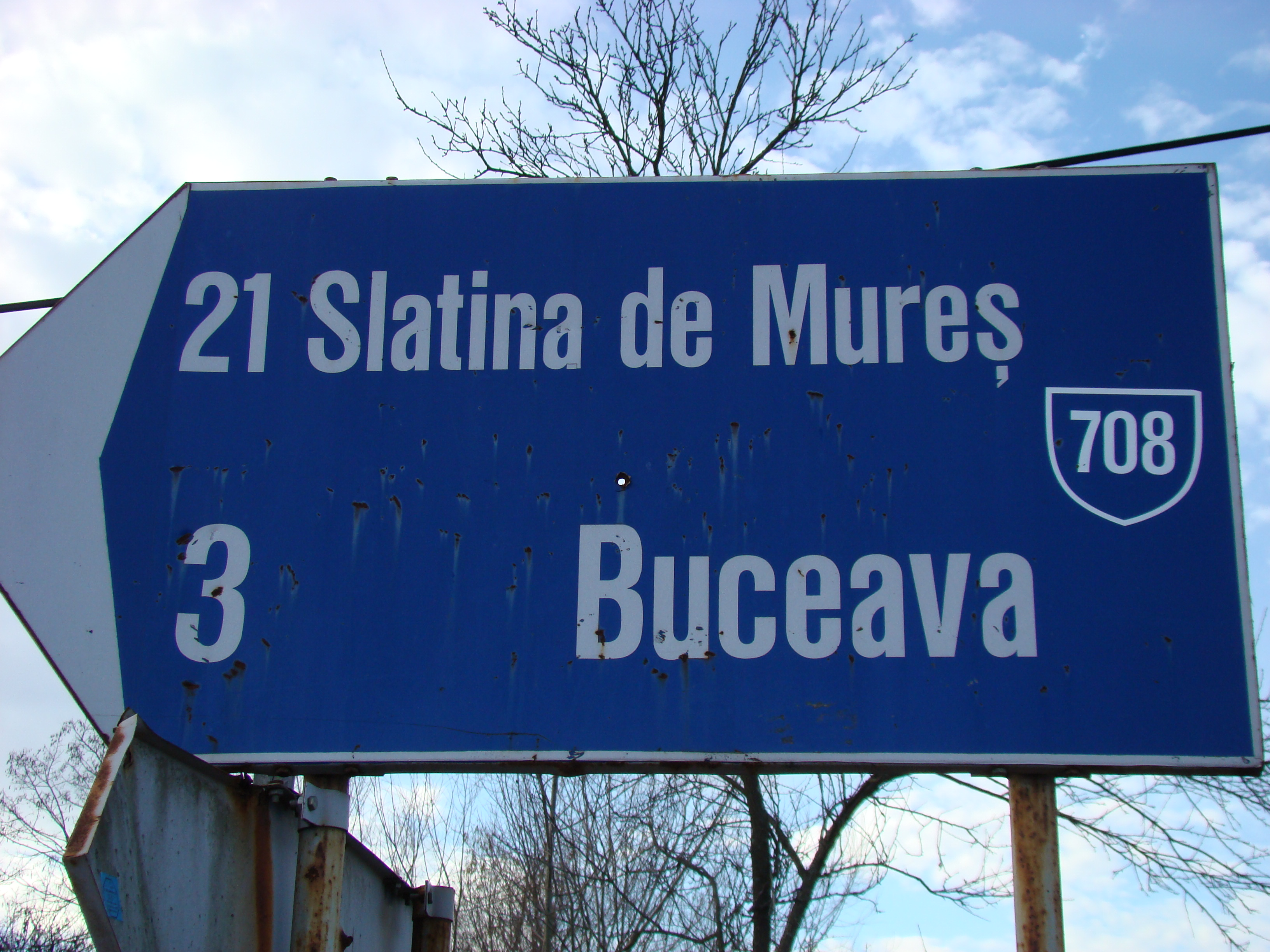
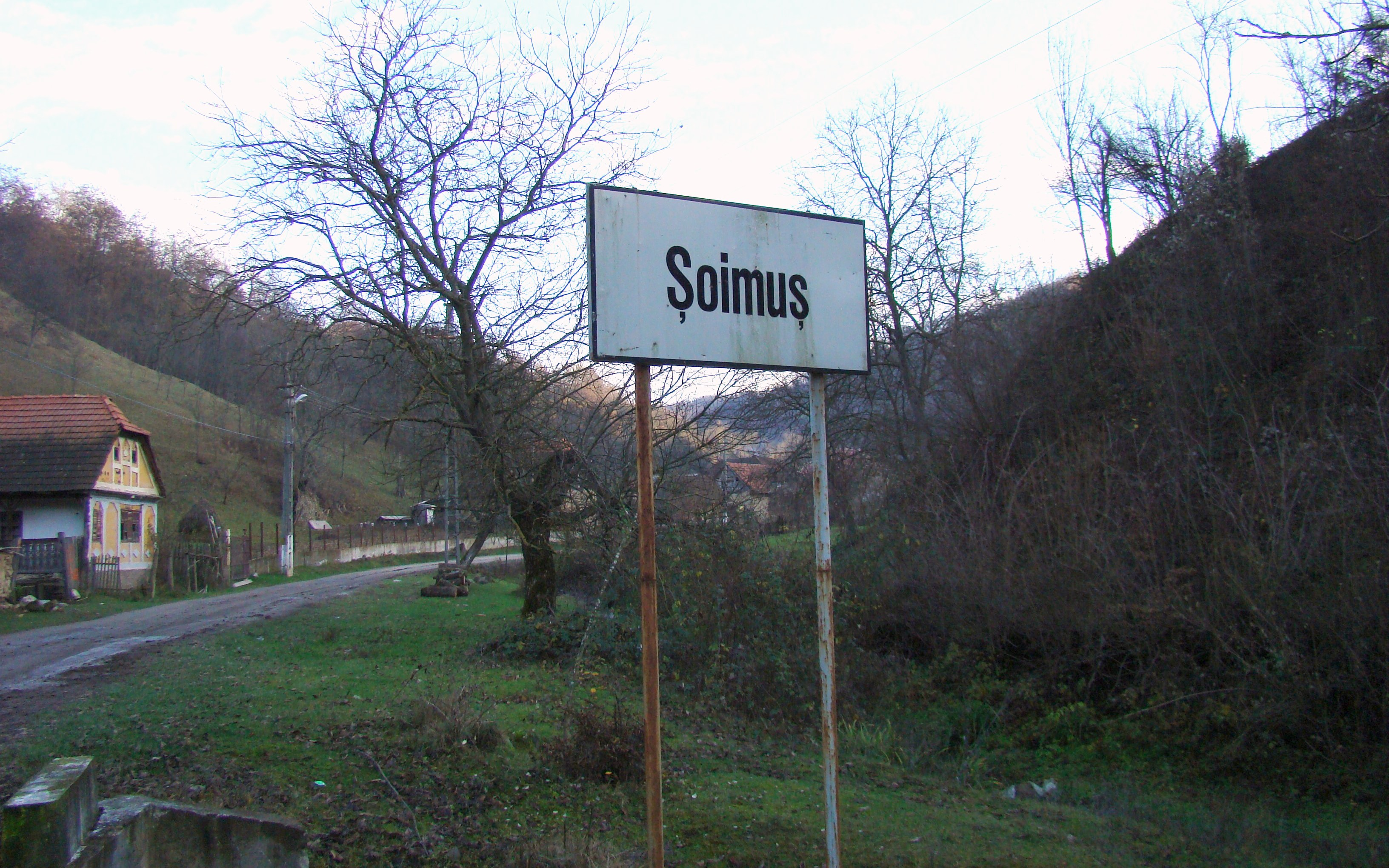
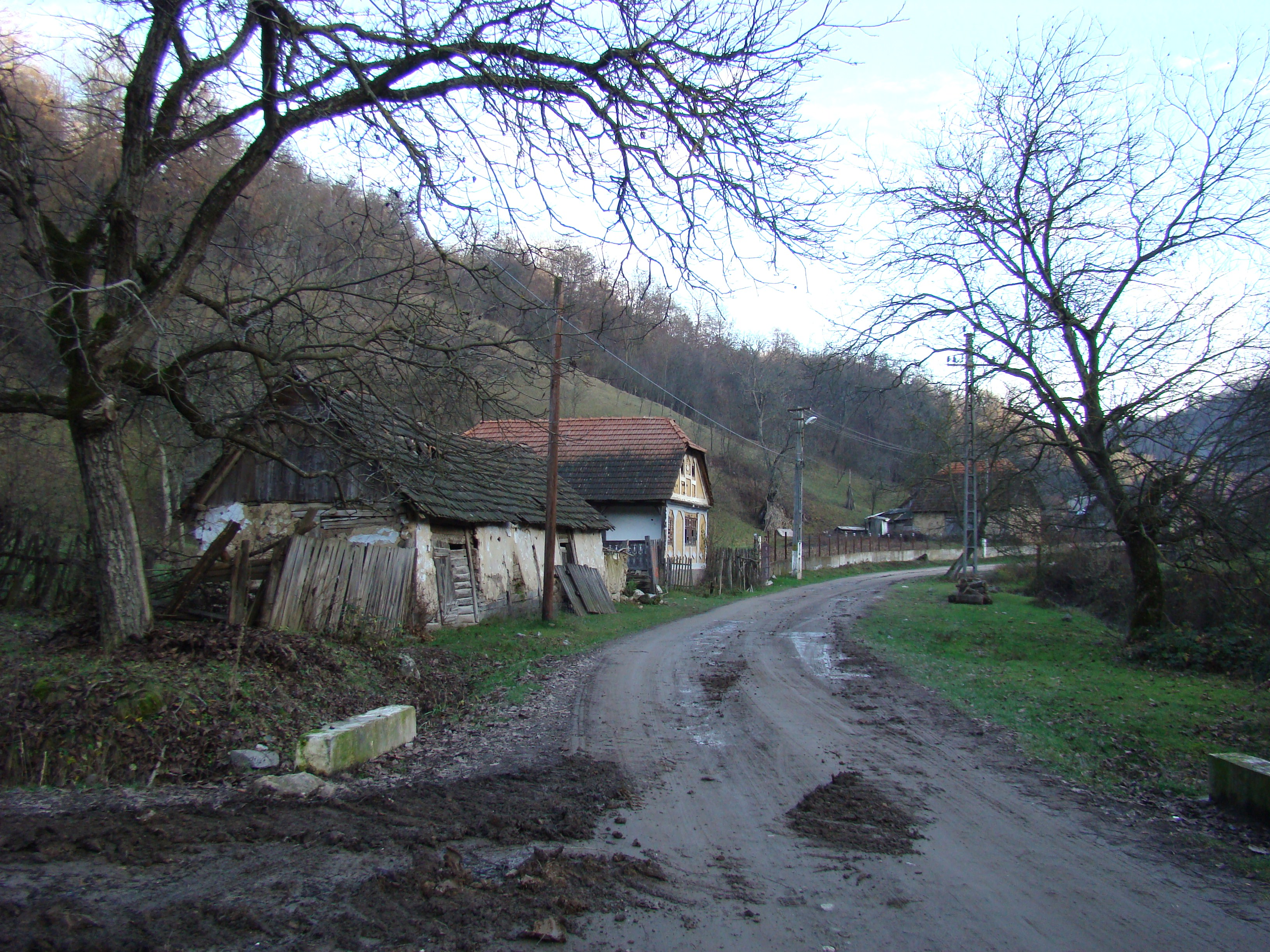
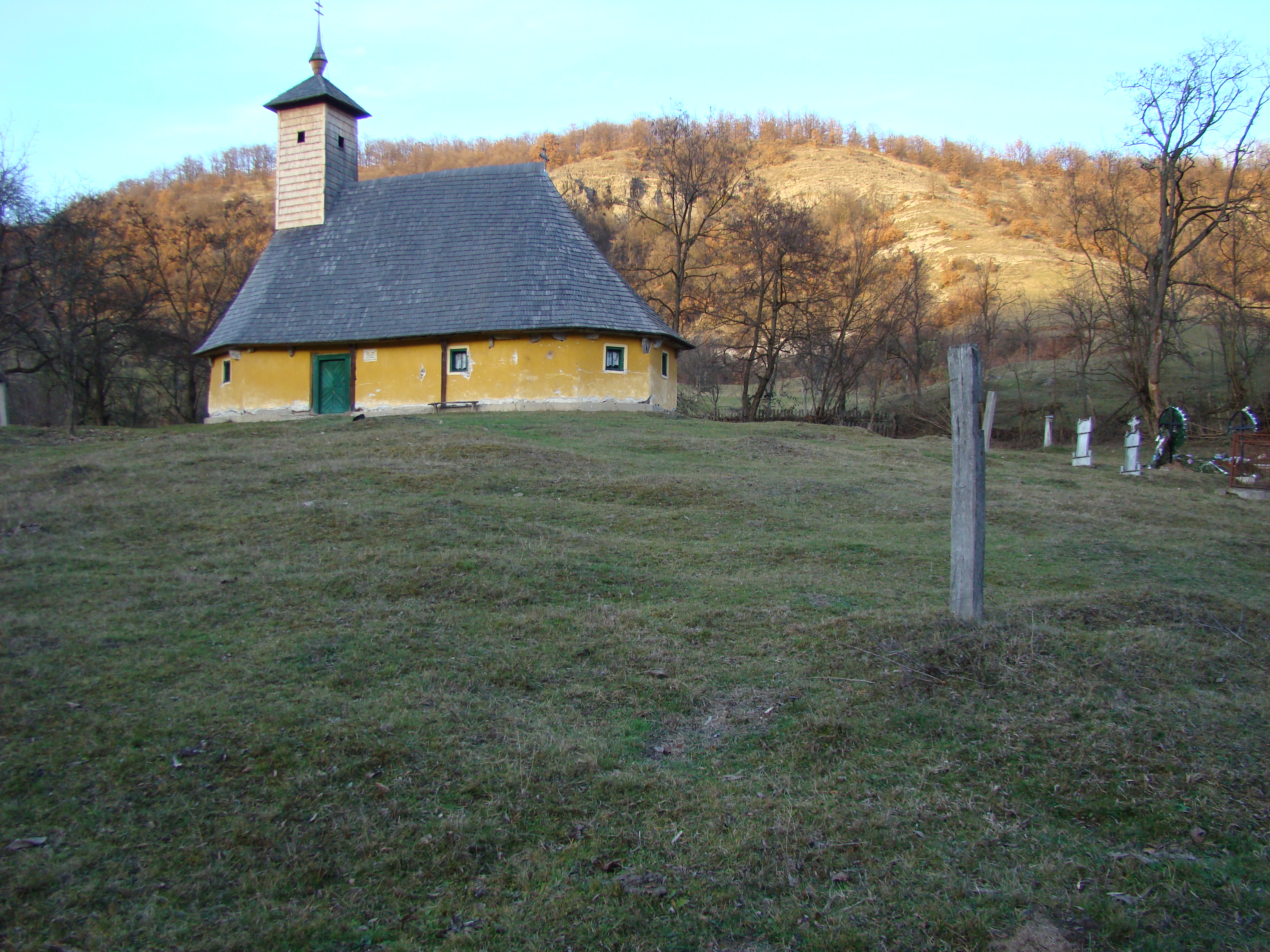
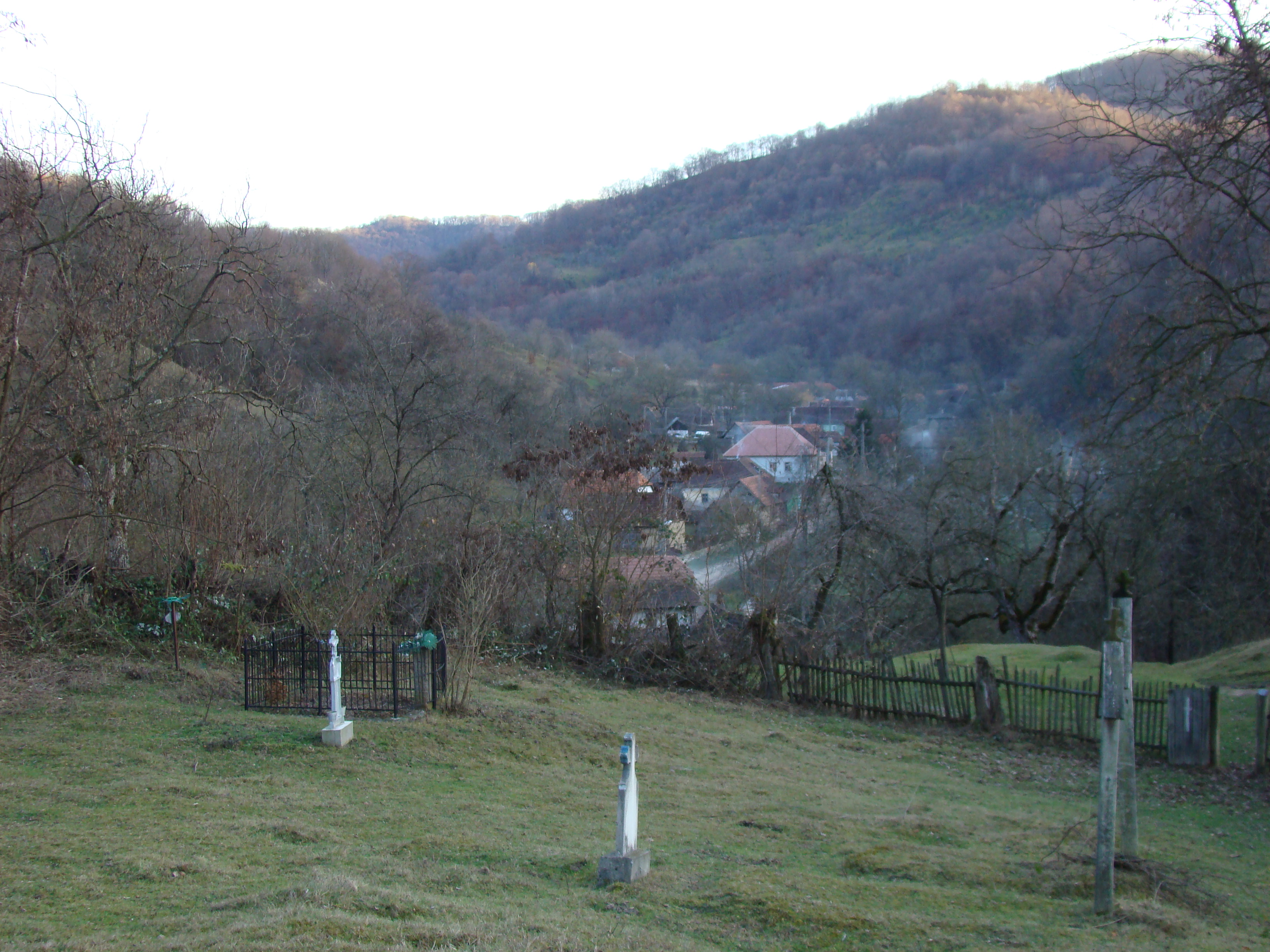
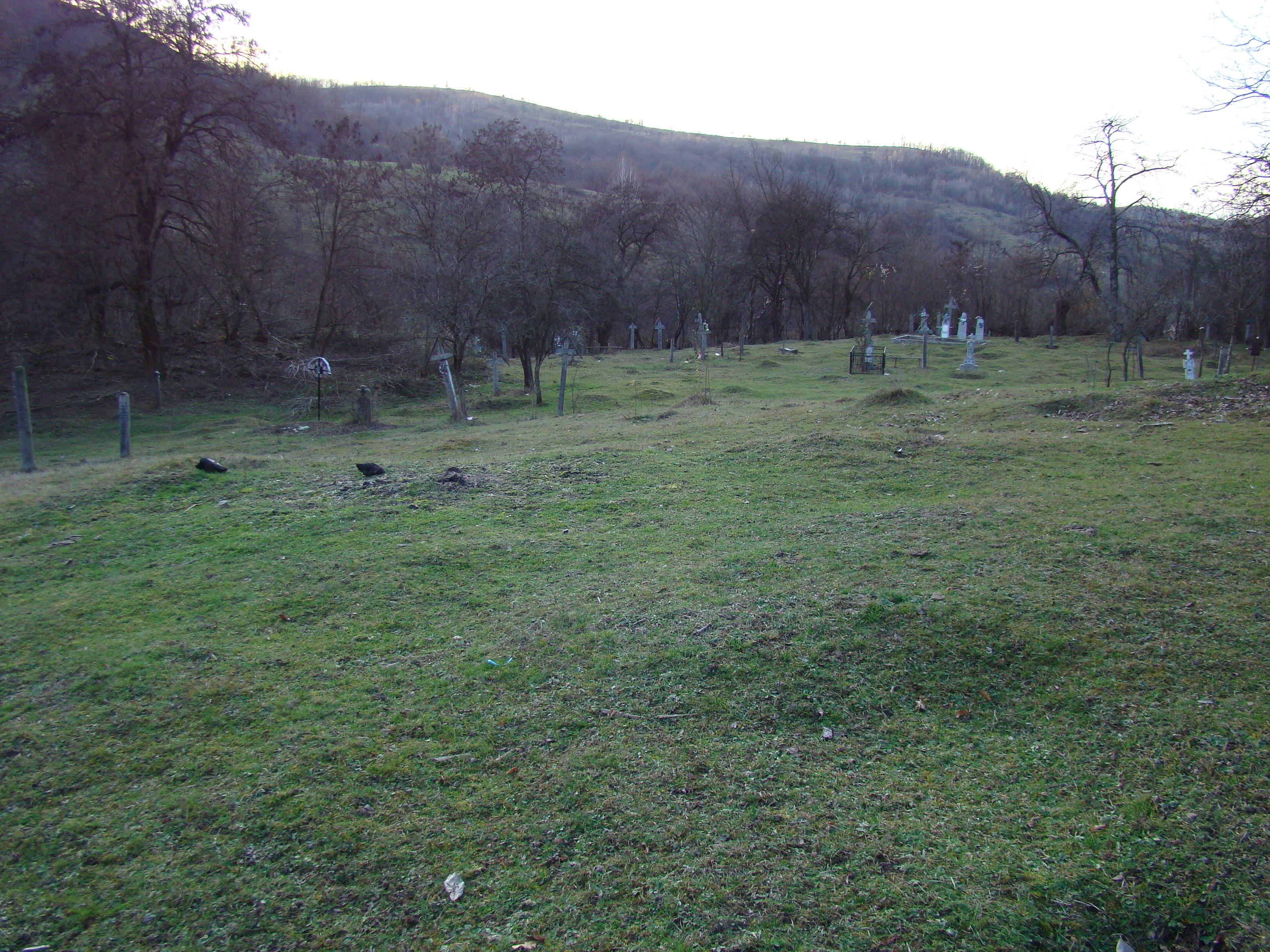
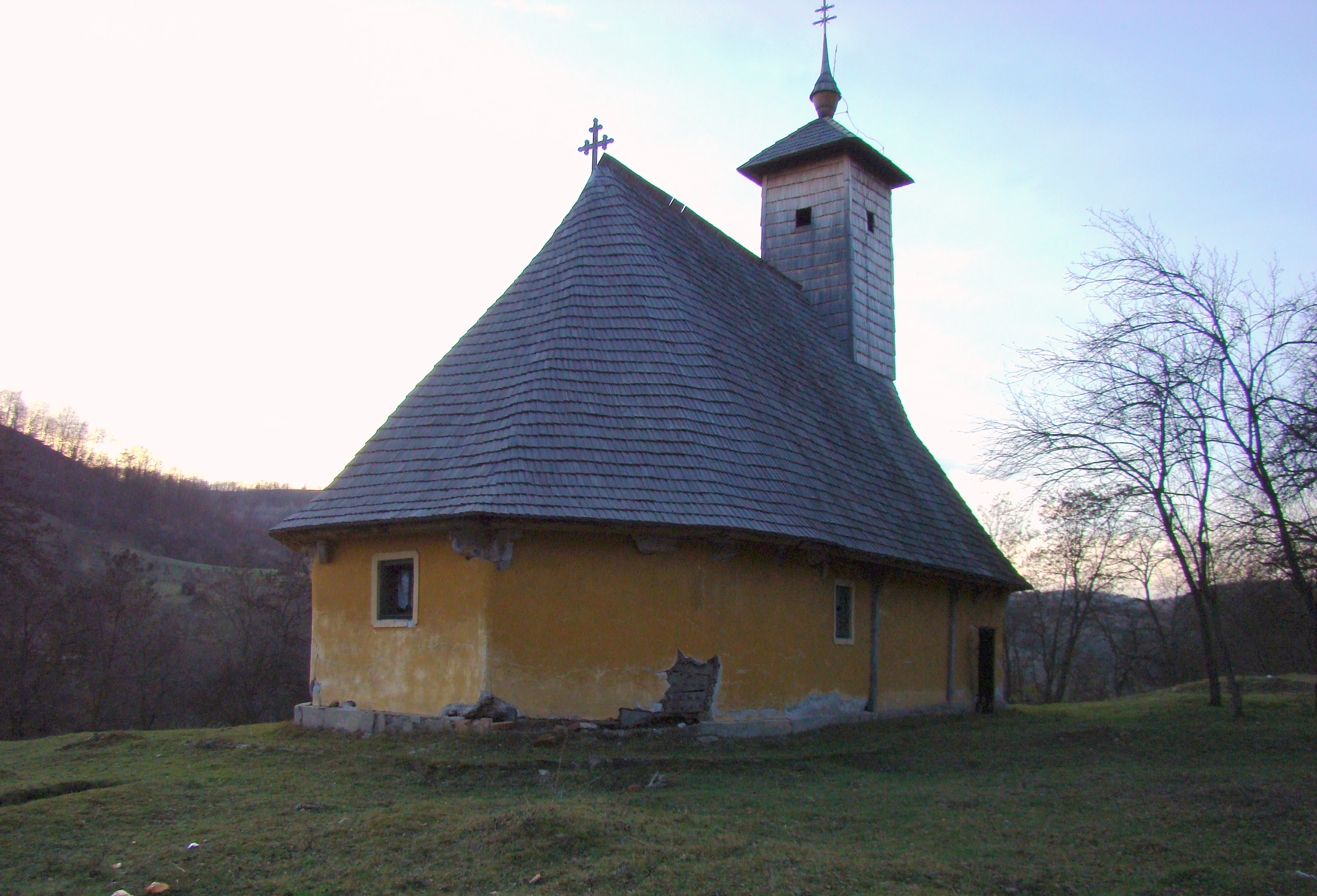
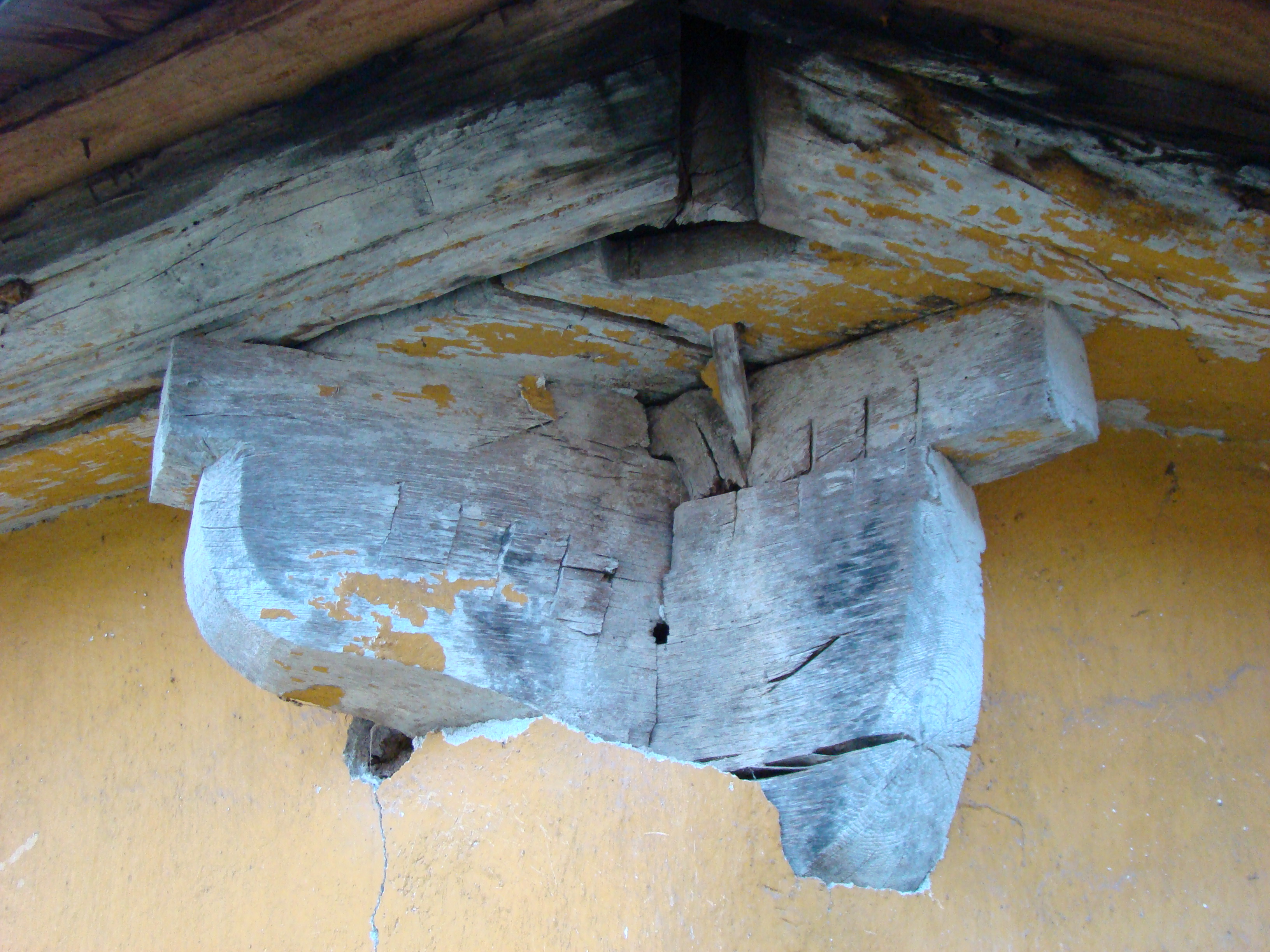
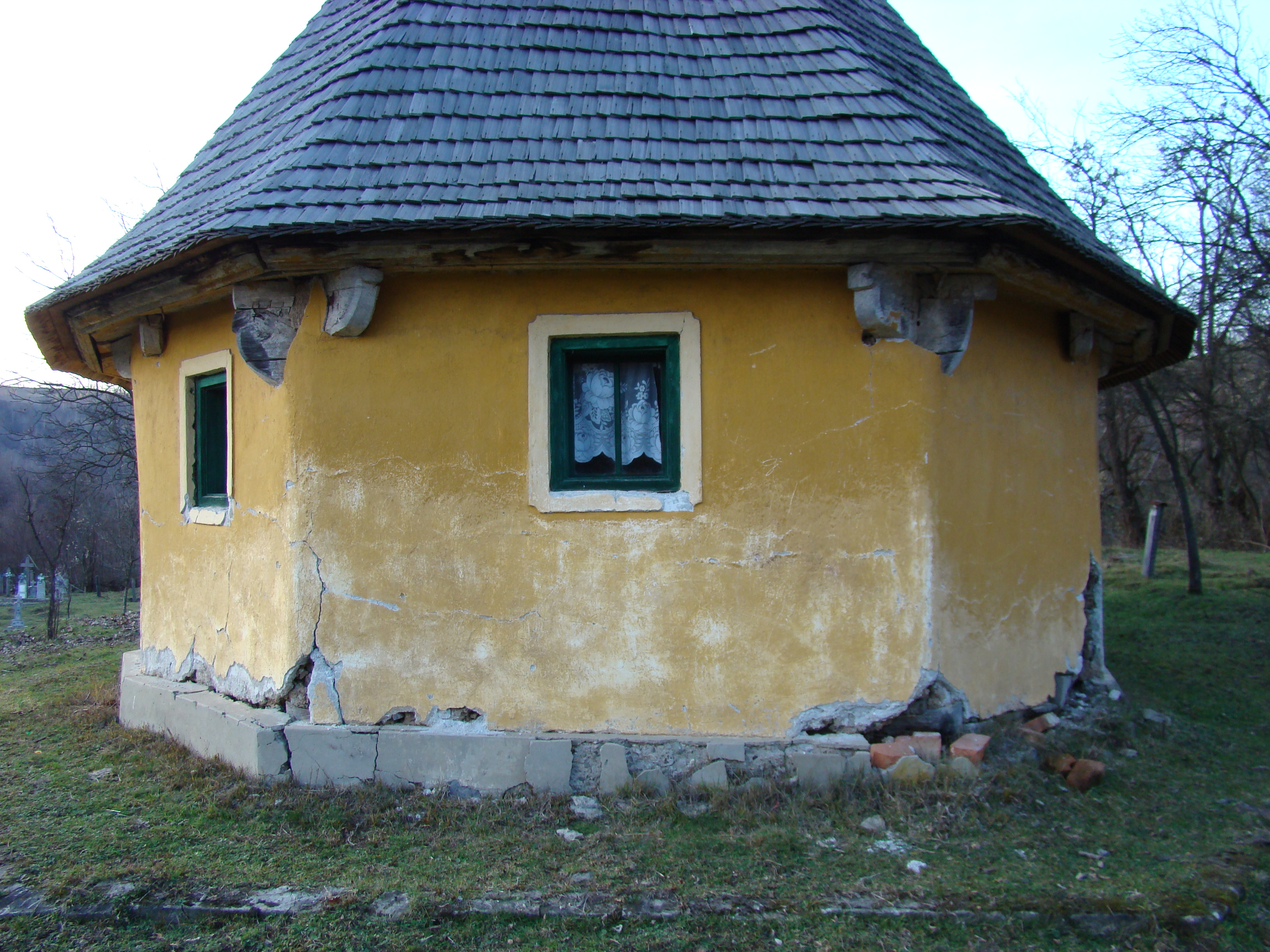
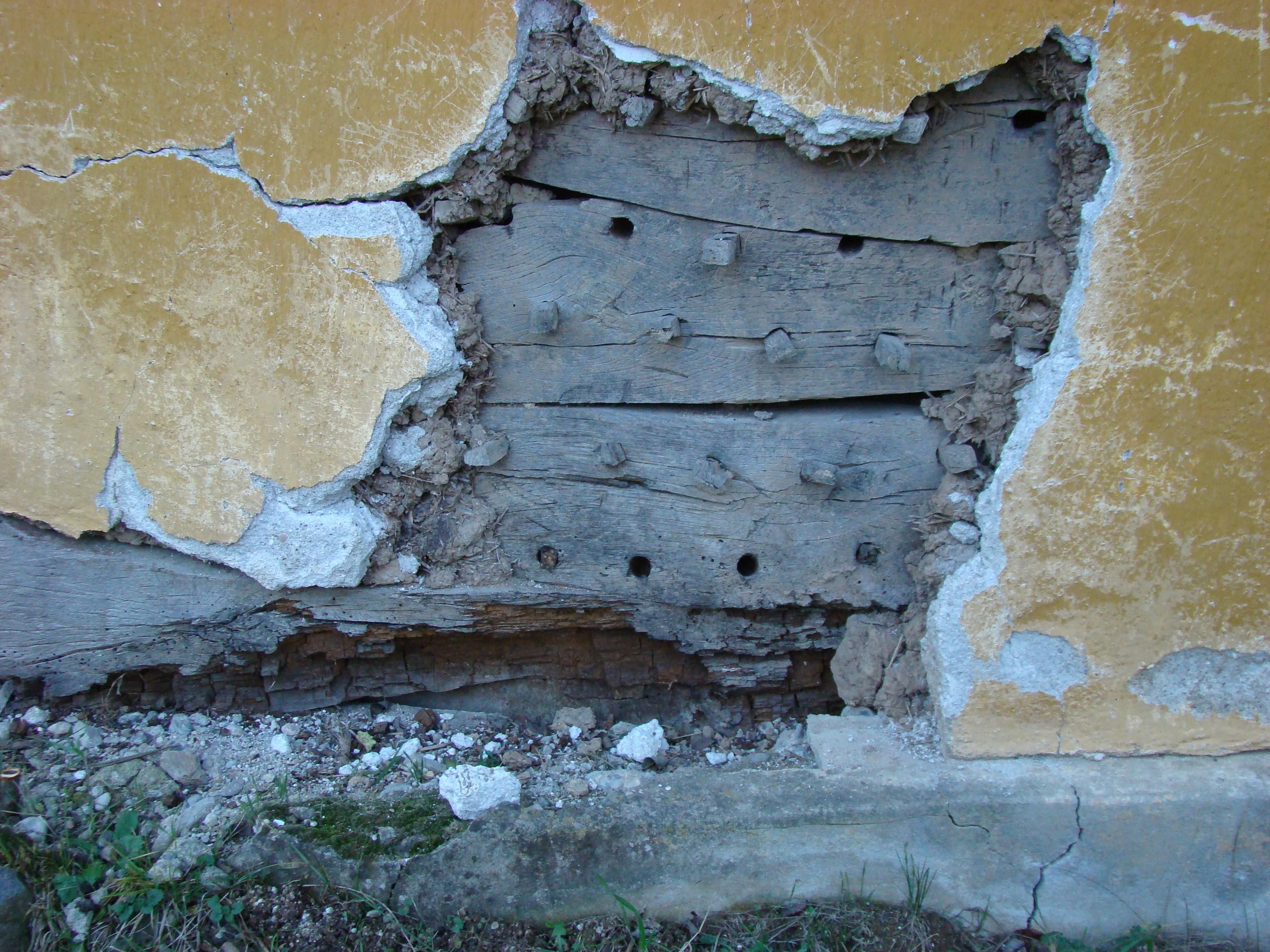
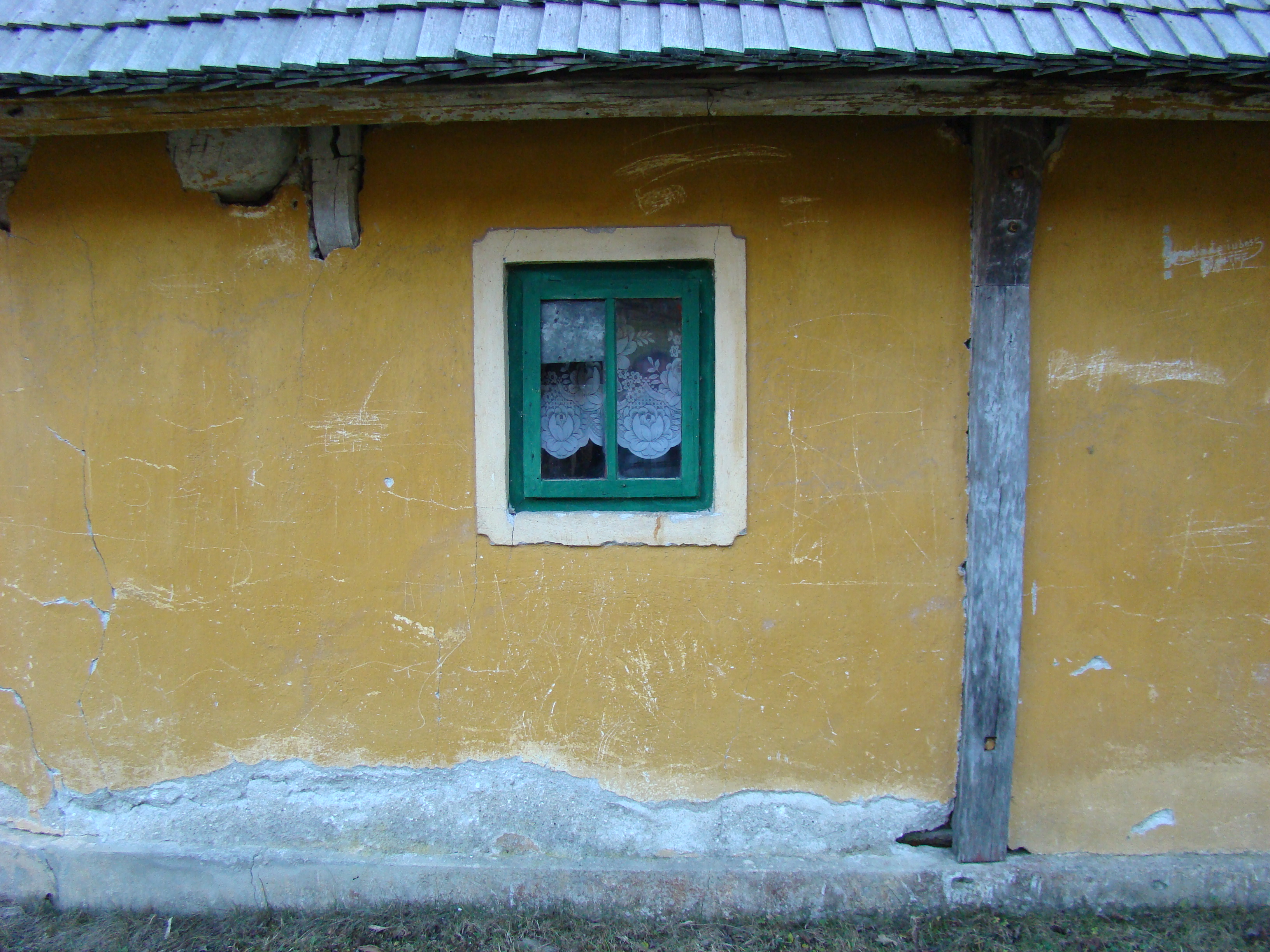
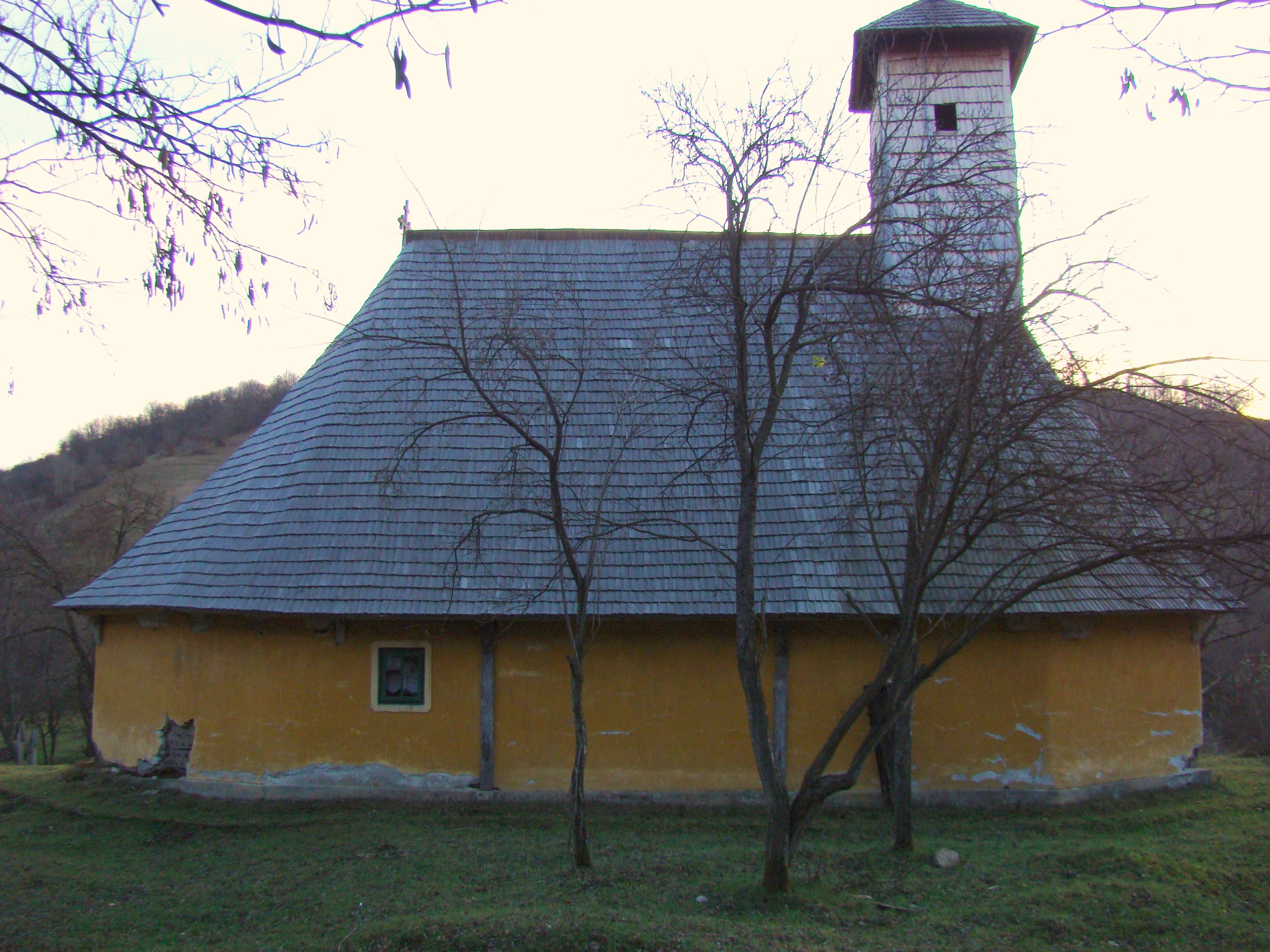
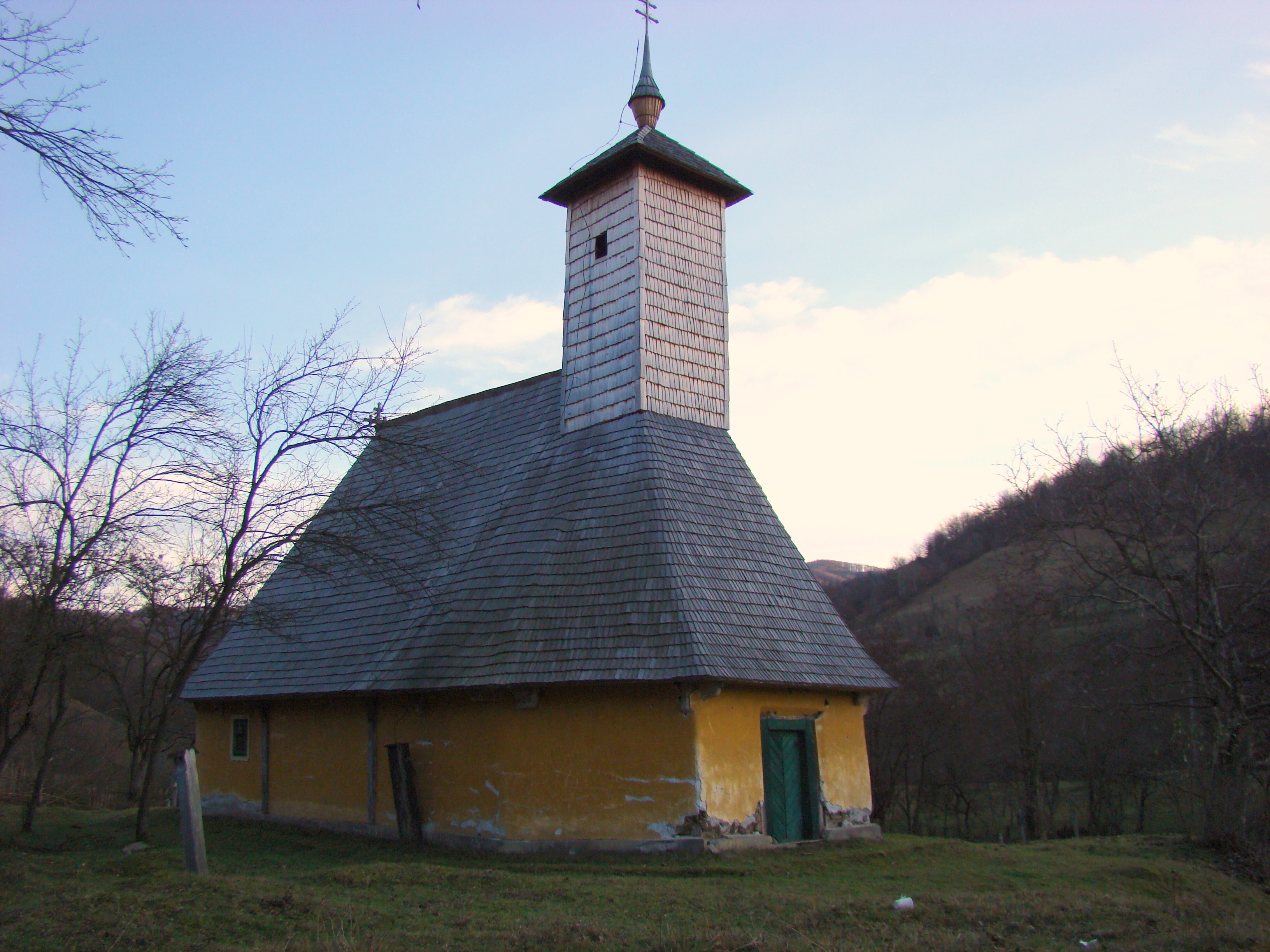
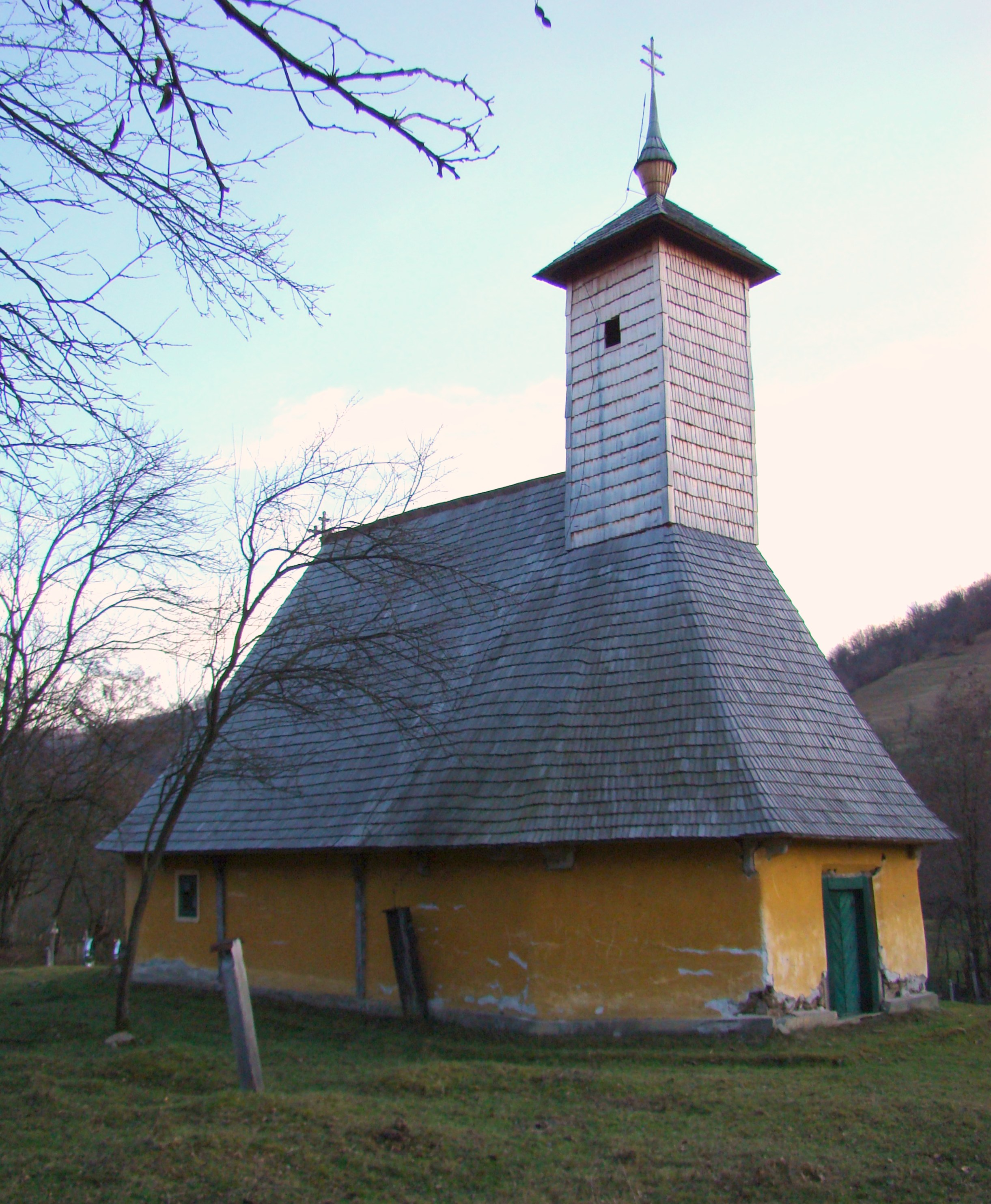
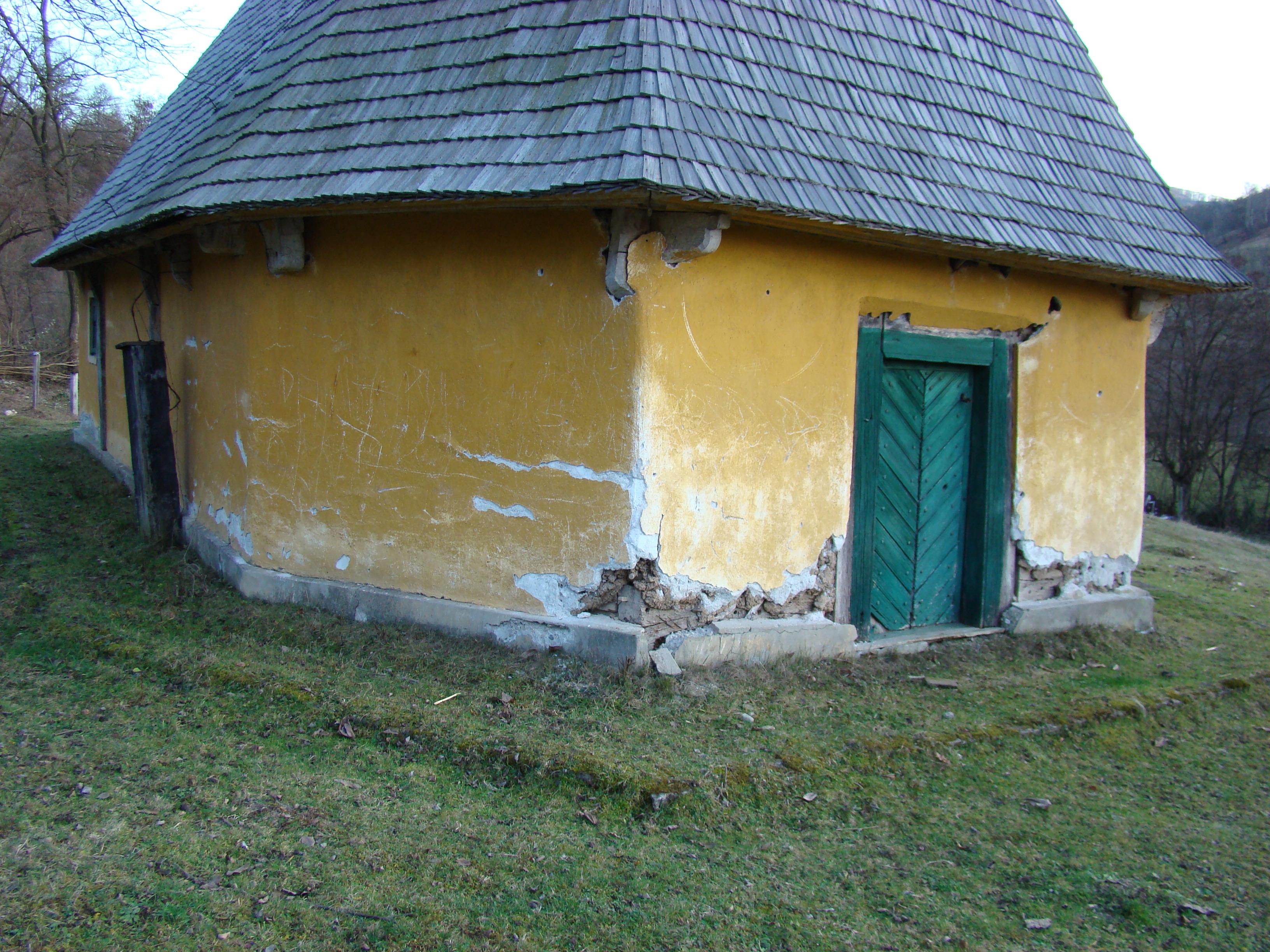
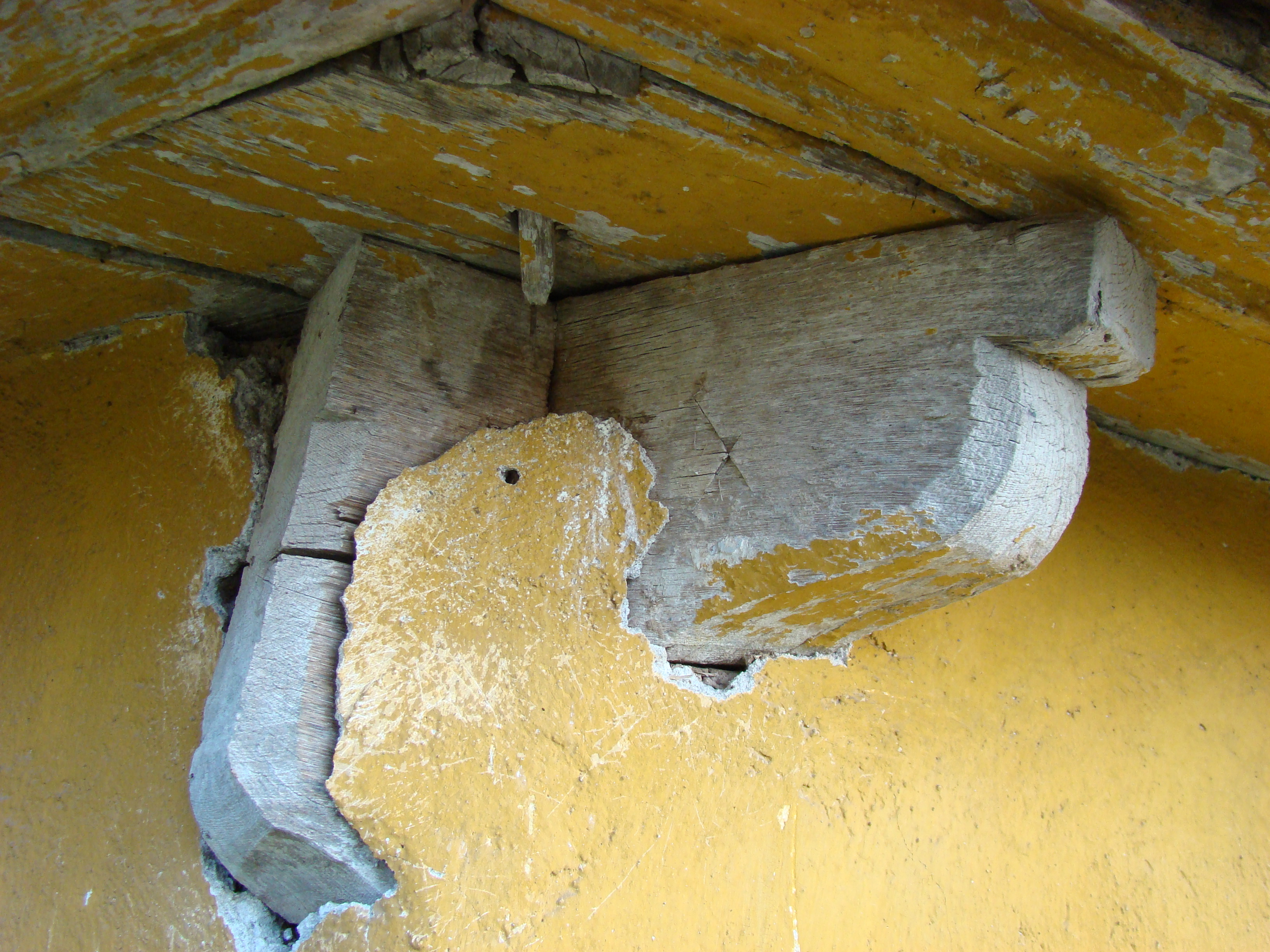
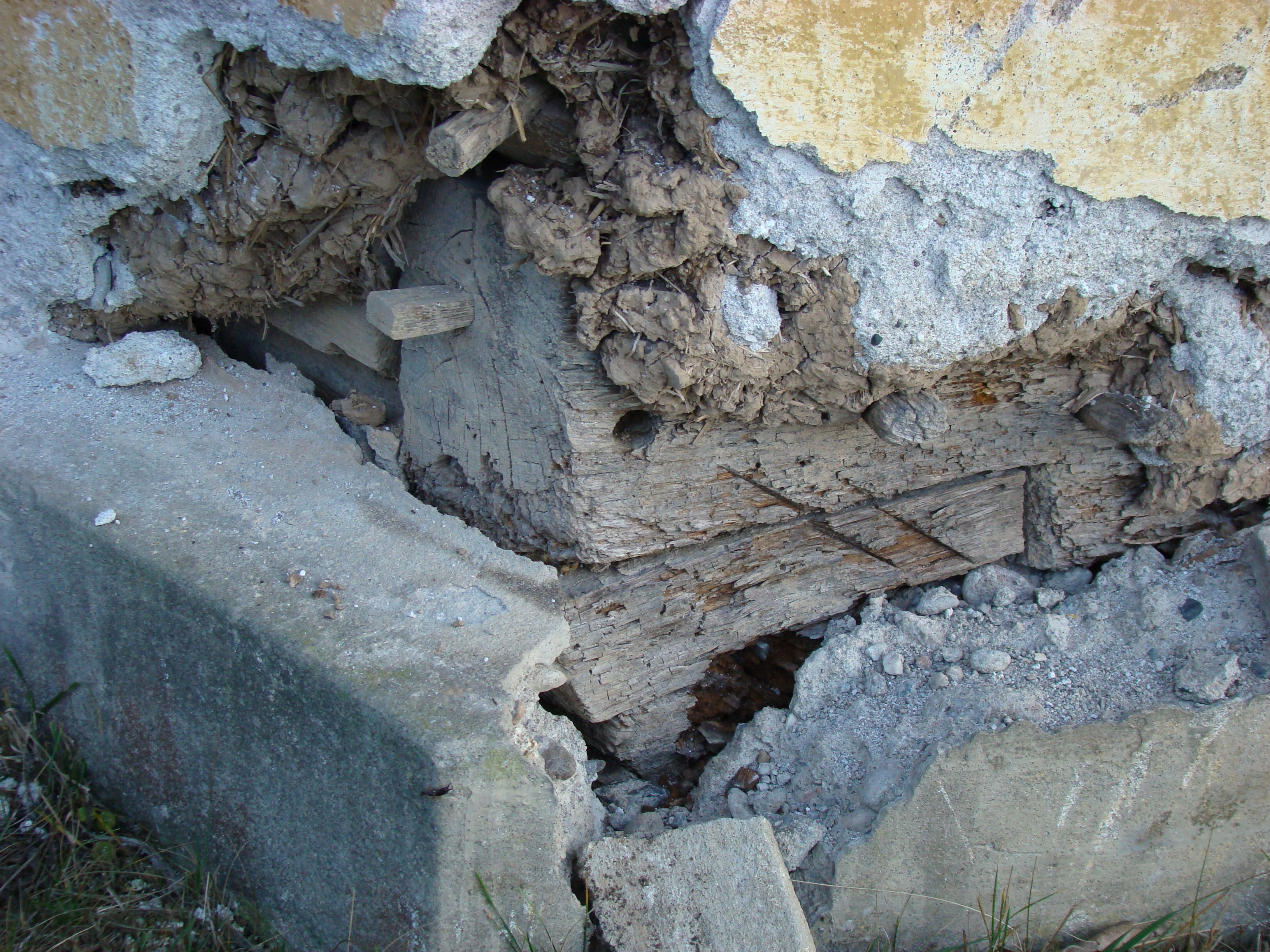
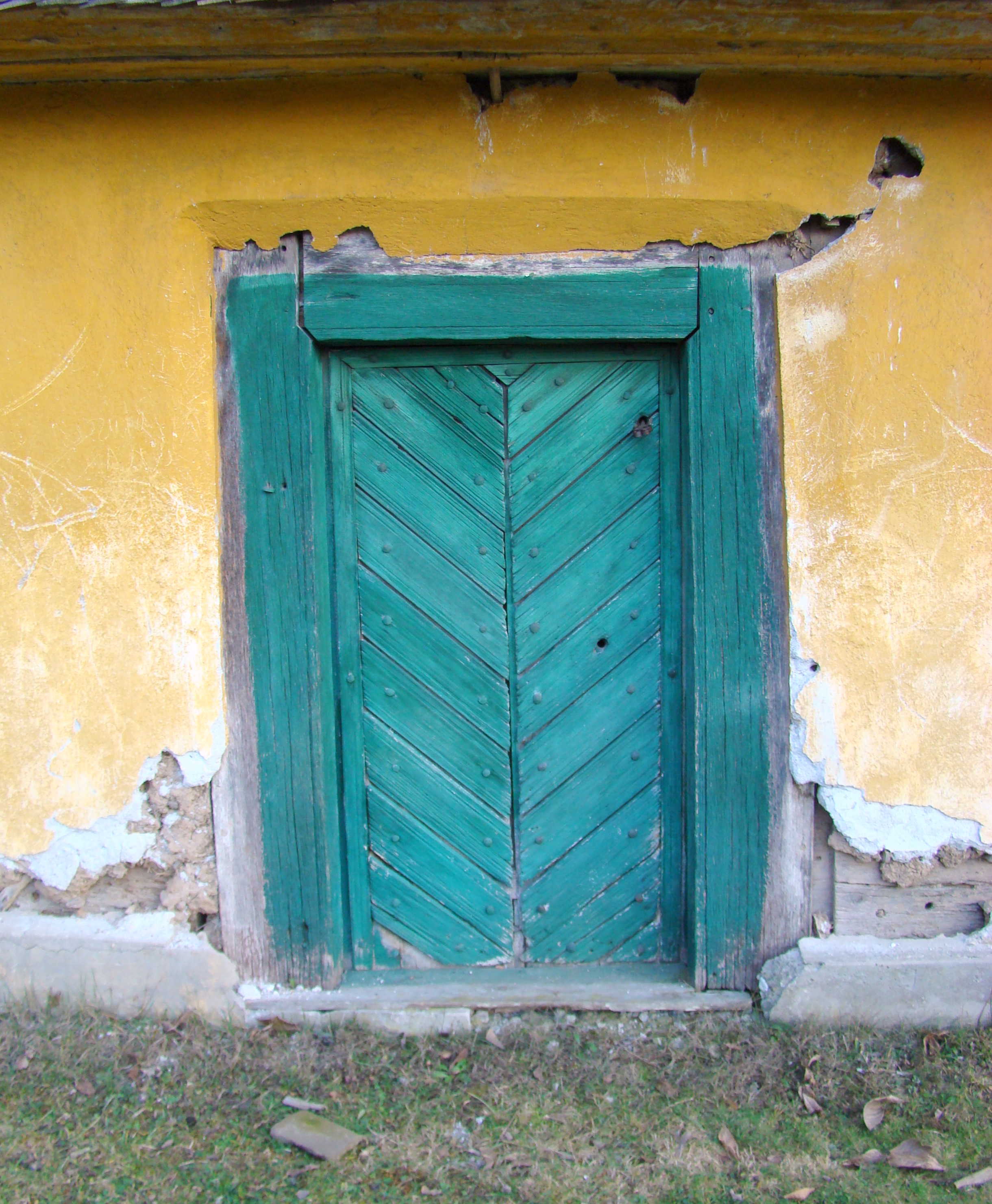
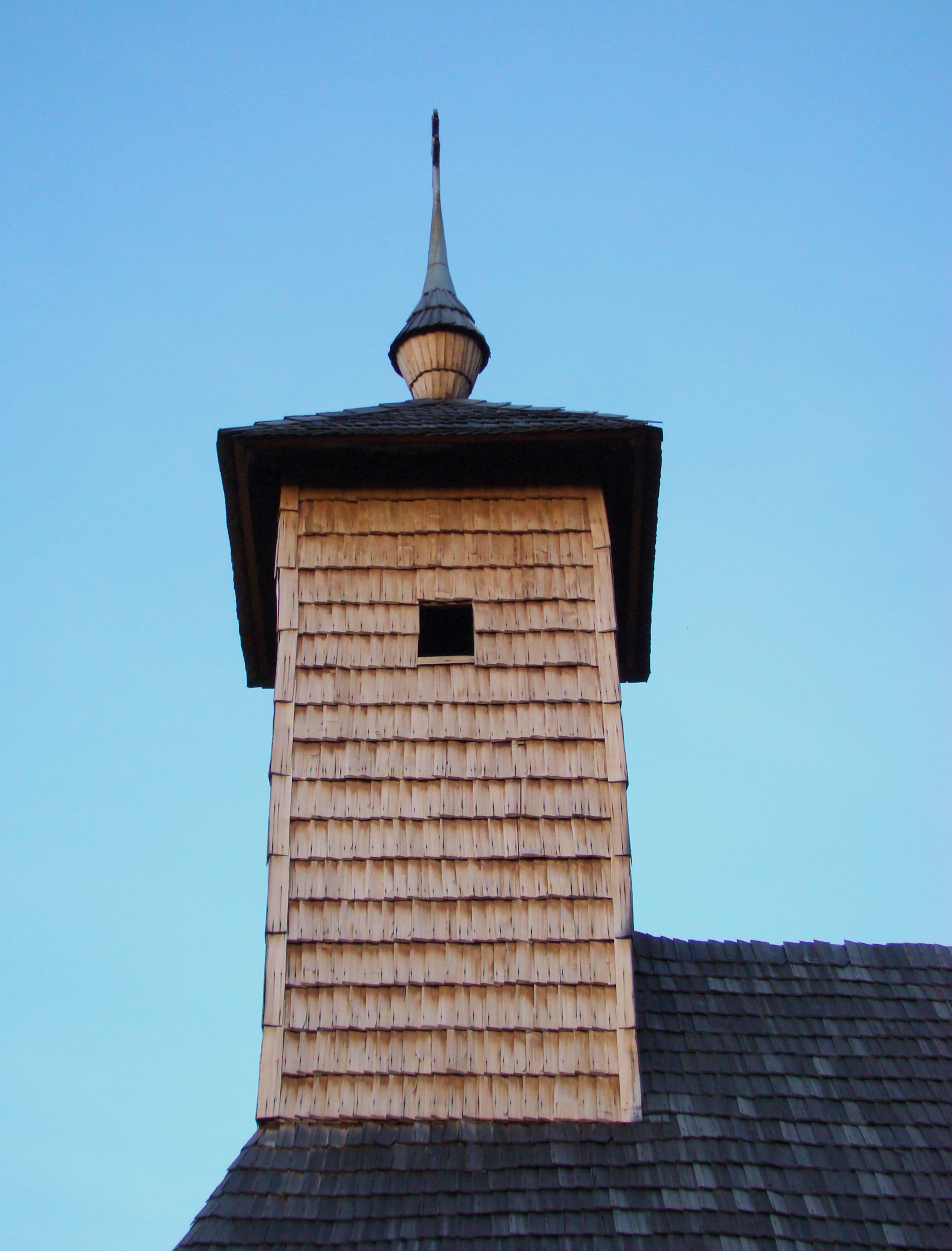